# Architettura Song
Sotto la dinastia Song (960–1279), l'architettura raggiunse nuove vette per quanto riguarda la raffinatezza. Progetti di grandiose costruzioni furono promosse dal governo, dall'edificazione di enormi ponti (in legno o pietra, a travata o ad arco segmentato) alla realizzazioni d'imponenti pagode buddiste, molte delle quali superano i dieci piani d'altezza. Tra le più famose, si possono citare: la c.d. "Pagoda di ferro", costruita nel 1049; la Pagoda Liuhe costruita nel 1165, quando ormai la dinastia aveva perso il controllo della Cina del Nord e si era spostata a sud del Fiume Azzurro (c.d. dinastia Song meridionale, 1127–1279); e la Pagoda Liaodi di Hebei, costruita nel 1055, la più alta con i suoi 84 m. Alcuni dei ponti raggiunsero lunghezze di 1.220 m ed alcuni erano sufficientemente ampi da permettere il passaggio di due carri simultaneamente su un corso d'acqua o su un burrone. Il governo supervisionò anche dei templi ancestrali e dei templi buddisti, la ristrutturazione delle fortificazioni della città e, ovviamente, l'erigenda degli enormi palazzi imperiali.
L'architettura della dinastia Song non è celebre solo per le imponenti pagode, gli enormi ponti, i palazzi stravaganti ma anche per le sontuose tombe imperiali a struttura piramidale, come ad esempio i sepolcri di Gongxian, nel Henan. Circa 100 km da Gongxian vi sono delle altre tombe a Baisha, con elaborate decorazioni in legno e colonne e piedistallo che adornano le pareti interne. Le due ampie camere sepolcrali presentano un tetto a forma conica. Ai lati dei viali che conducono a questi edifici vi sono file di statue di pietra di funzionari, di animali e di creature mitologiche.
Nonostante il fiorire dell'architettura in epoca Song, le professioni correlate (architetto, capomastro, falegname ed ingegnere strutturale) non giunsero mai allo status elevato dei funzionari-letterati confuciani nella Cina imperiale (v.si Quattro occupazioni). La conoscenza dell'architettura fu tramandata oralmente per migliaia di anni, solitamente di padre in figlio e/o secondo le rodate modalità della "bottega". È noto che durante il periodo Song fossero comunque presenti scuole di ingegneria e architettura strutturale. Una di queste, di altro prestigio, fu presieduta dal celebre costruttore di ponti Cai Xiang (1012-1067) nella provincia medioevale del Fujian. Esistevano comunque anche agenzie governative preposte e scuole per l'edilizia, la carpenteria e l'ingegneria.
Sebbene trattati sull’architettura in lingua cinese fossero già stati prodotti prima di allora, fu al tempo dei Song che maturarono una forma più professionale, descrivente, nel dettaglio, dimensioni e materiali di lavoro in modo conciso e organizzato. Oltre agli esemplari superstiti, le raffigurazioni d'opere architettoniche abbondano anche nell'arte Song (dipinti, disegni e volumi illustrati), aiutando gli storici a meglio comprendere l'architettura del periodo. I manuali di costruzione Song aiutarono non solo i vari laboratori privati ma anche gli artigiani impiegati dal governo centrale.

## Contesto storico

L'Impero cinese dei Song Settentrionali, 960–1127.

Al collasso della dinastia Tang (618–907) s'avviò per la Cina l'ennesima fase d'instabilità politica che vide, in un breve periodo, avvicendarsi cinque dinastie nella Cina del Nord (dinastia Liang posteriore, dinastia Tang posteriore, dinastia Jìn posteriore, dinastia Han posteriore e dinastia Zhou posteriore) e ben dieci regni indipendenti nella Cina del Sud! Questo periodo delle Cinque dinastie e dieci regni (907–960) si chiuse con l'instaurazione della dinastia Song (960–1279) che seppe temporaneamente riunificare sotto di sé l'antico impero Han-Tang la cui popolazione, in ragione delle migliorie alla risicoltura, raggiunse i 120 milioni di abitanti nell'XI secolo.
Il controllo Song sulle contrade settentrionali fu però debole, anzitutto minato dai Kitai della dinastia Liao (907–1125) che i Song non riuscirono mai a sottomettere (facendone però dei partner commerciali), dalla dinastia Xia occidentale (1038–1227) dei Tangut nel nord-ovest ed infine dagli Jurchen della dinastia Jīn (1115–1234) che, già sottomessi ai Liao, seppero emanciparsene creando una compagine abbastanza forte da schiacciarli, sottomettere i Tangut e scacciare gli stessi Song a sud del Fiume Azzurro nel 1127, momento in cui avvenne la rifondazione imperiale con la creazione della dinastia Song meridionale (南宋S, Nán SòngP, 1127–1279). Per contro, la mancanza d'un solido e perdurante controllo Song sulla tratta terrestre della via della seta, passante appunto per la Cina del Nord, costrinse la dinastia a promuovere il commercio marittimo, ottenendone grandi benefici economici che concorsero, unitamente ad altre manovre patrimoniali e fiscale, a permetterle di bloccare la minaccia Jurchen a nord del Fiume Azzurro.
Il medesimo risultato di contenimento della minaccia settentrionale mancò con i Mongoli che, con Khaghan ("imperatore") Gengis Khan (r. 1206–1227), mossero guerra ai Jīn, con suo figlio Ögedei Khan (r. 1229–1241) li sottomisero e con suo nipote Mongke Khan (r. 1251–1259) passarono al sistematico assalto del dominio Song. Fu il fratello minore di Mongke, Kublai Khan (r. 1260–1294), il "Grande Cane" di Marco Polo, a chiudere la contesa, sottomettendo definitivamente i Song nel 1279 e mettendo la Cina sotto lo scettro della sua dinastia Yuan (1271–1368).

## Caratteristiche distintive
Al netto delle vicissitudini politiche, quello dei Song fu un impero florido e la dinastia fu patrona di tutte le arti, portando, nella fattispecie, l'architettura cinese a nuove vette di raffinatezza ed eleganza. Il fermento architettonico del tempo fu ben testimoniato dalla produzione di manualistica di settore, sia d'opere pregresse che propria grazie alla loro copia Song ci sono pervenute, sia di summae che definirono lo stato dell'arte, come l'opera di Yu Hao o lo Yingzao Fashi di Li Jie su cui torneremo nel seguito.

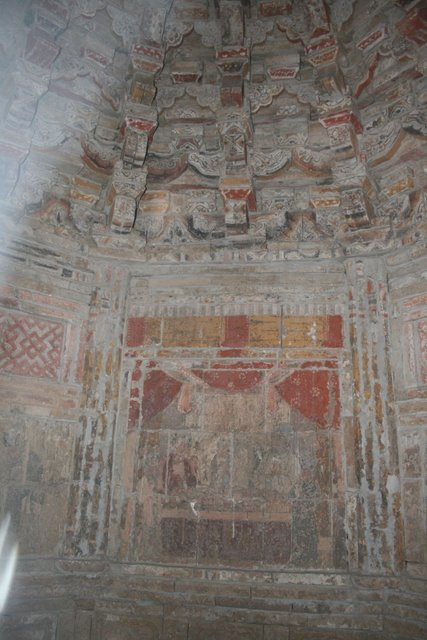
Affreschi e grappoli di mensole dougong nella Tomba di Song Silang a Luoyang.

Da un mero punto di vista di materiale, fu in questo periodo che il legno, il materiale di costruzione più amato dai cinesi (v.si Architettura lignea cinese tradizionale), fu in pianta stabile affiancato dal mattone e dalla pietra, quest'ultima garante di impressionanti risultati ingegneristici nella costruzione dei ponti.
Stilisticamente, l'architettura Song ha una serie di caratteristiche distinte. La linea della gronda, ancora dritta nell'architettura Tang, ora si curva verso l'alto agli angoli e il tetto ha una silhouette pronunciata e cadente. Le mensole a grappolo, i 斗拱S, Dǒu GǒngP, cari all'architettura tradizionale lignea del paese, si fanno più complesse: non solo sono continue tra le colonne portanti, spesso includendo doppi o persino falsi bracci a sbalzo (i "travetti di coda", xia'ang), obliqui rispetto alla sovrastruttura interna alla mensola, ma anche una gran varietà di mensole distinte può essere utilizzata nello stesso edificio (per esempio, 56 tipi diversi di dougong si trovano nella Pagoda di Fogong, in legno a cinque piani, costruita nel 1056 nel Tempio Fogong a Yingxian, nello Shanxi, da maestranze Song per una clientela Liao). La trave di coda, prima ancorata all'estremità interna a una trave trasversale, ora è liberamente bilanciata sul gruppo di mensole, sostiene arcarecci (travi orizzontali) a ciascuna estremità e conferisce così all'intero sistema qualcosa del funzionalismo dinamico dell'architettura gotica occidentale.
Anche l'interno degli edifici Song diviene più elaborato rispetto agli stili precedenti. Volte arrotondate riccamente dettagliate, o cupole, sono incastonate nel soffitto sopra le sale principali di palazzi, templi e tombe monumentali. Baldacchini e padiglioni per ospitare immagini o reliquie riproducono in miniatura la complessa carpenteria di edifici a grandezza naturale e lo stesso viene fatto per le librerie, estremamente complesse, alcune delle quali, come nel Tempio Huayan (nuovamente committenza Liao e maestranze Song), erano fatte per ruotare ed avevano la forma d'edifici in miniatura.
Seppur gli edifici Song superstiti pervenutici siano oggettivamente pochi (veramente poco si è, per esempio, preservato dei palazzi imperiali della dinastia), altre tipologie di testimonianze ci permettono di farcene un'idea. Oltre agli edifici superstiti ed alla letteratura tecnica dei manuali appena analizzati, è la stessa arte Song ad averci lasciato testimonianza di paesaggi urbani o singoli/gruppi d'edifici, fornendo prezioso materiale iconografico agli studiosi d'architettura. Studi recenti hanno poi definitivamente confermato l'influenza giocata dall'architettura Song nell'architettura della dinastie rivali Liao, Xia e Jīn, nell'architettura giapponese del Periodo Kamakura (1185–1333), tanto quanto nella successiva architettura degli Yuan.

## Architettura civile

### Città

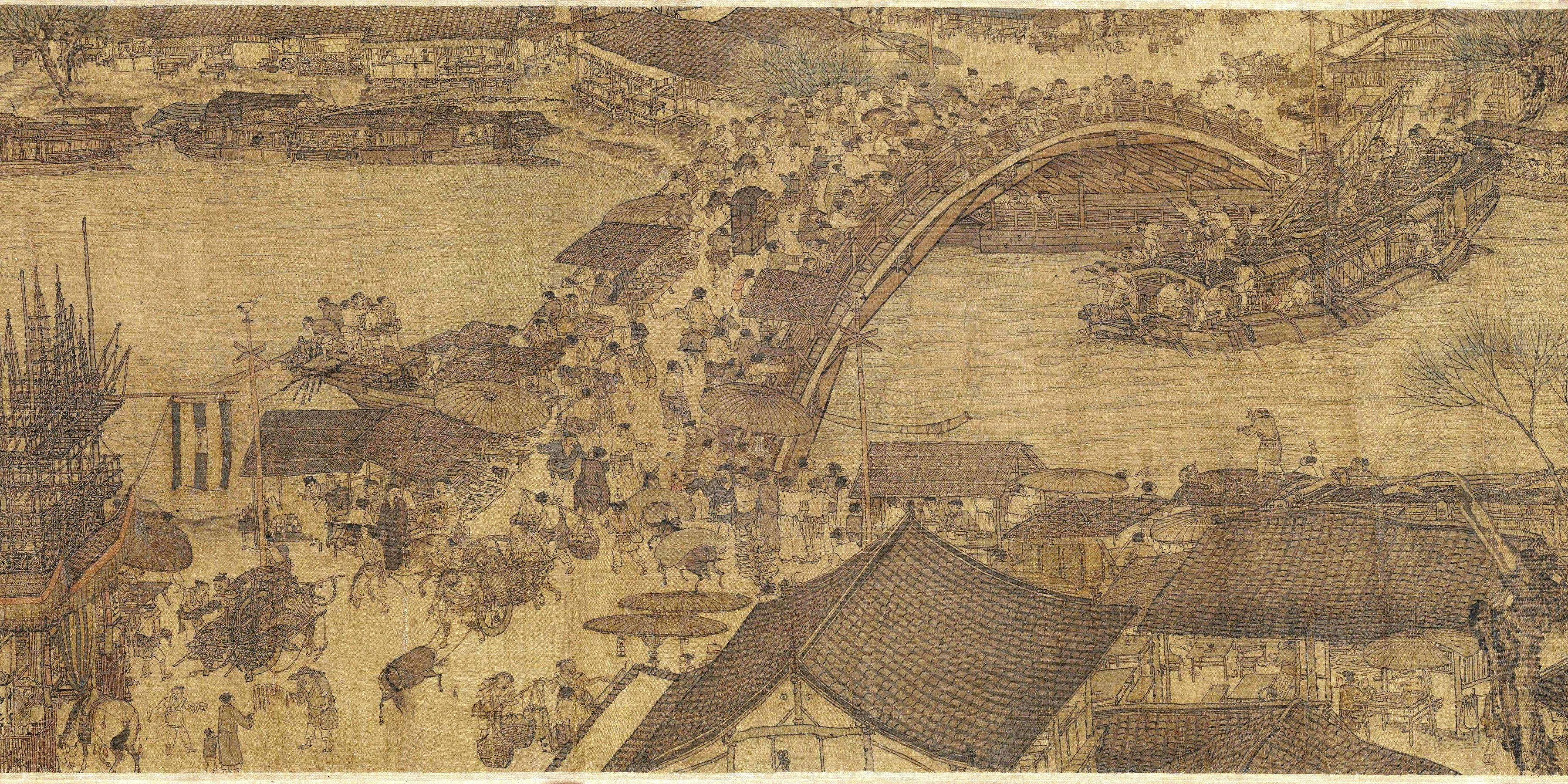
Ponte sul fiume gremito di folla, DETTAGLIO dal Lungo il fiume durante il Festival Qingming di Zhang Zeduan.

Quella Song fu una sofisticata civiltà urbana caratterizzata da una complessa organizzazione tanto amministrativa quanto sociale. Alcune delle città più grandi del mondo fiorirono allora in Cina: sia Bianjing (attuale Kaifeng, nel Henan), prima capitale dei Song, sia Lin'an (attuale Hangzhou, nel Zhejiang), capitale dei Song Meridionali (1127–1279), furono città con oltre un milione di abitanti (1.7 milioni nel caso di Bianjing/Kaifeng); Quanzhou, vertice della rotta marittima delle spezie e quindi massimo porto commerciale della Cina, arrivò a 500.000 abitanti; ecc. Le città Song erano brulicanti agglomerati in cui il rigido mandato di controllo degli spazi della precedente architettura urbana Qin-Han o Tang iniziava ad allentarsi, con floridi quartieri commerciali, industriali (soprattutto siderurgici) ed artigiani, caratterizzati dalla presenza delle sedi di gilda (si conteranno 414 gilde commerciali nella sola capitale di Lin'an/Hangzhou), tanto quanto d'interi quartieri destinati all'intrattenimento degli abitanti (taverne, sale da té, bordelli, case da gioco), oltre a scuole (es. l'accademia Donglin di Wuxi) e templi per fornire istruzione e servizi religiosi. In un simile contesto, la pratica dell'affitto e l'accaparramento di proprietà edificate o edificabili a fini locativi divenne la norma. Il governo Song sostenne inoltre programmi di assistenza sociale, tra cui l'istituzione di case di riposo, cliniche pubbliche e cimiteri per i poveri. Le città erano poi collegate tra loro da un efficiente sistema postale statale che impiegava migliaia di addetti.

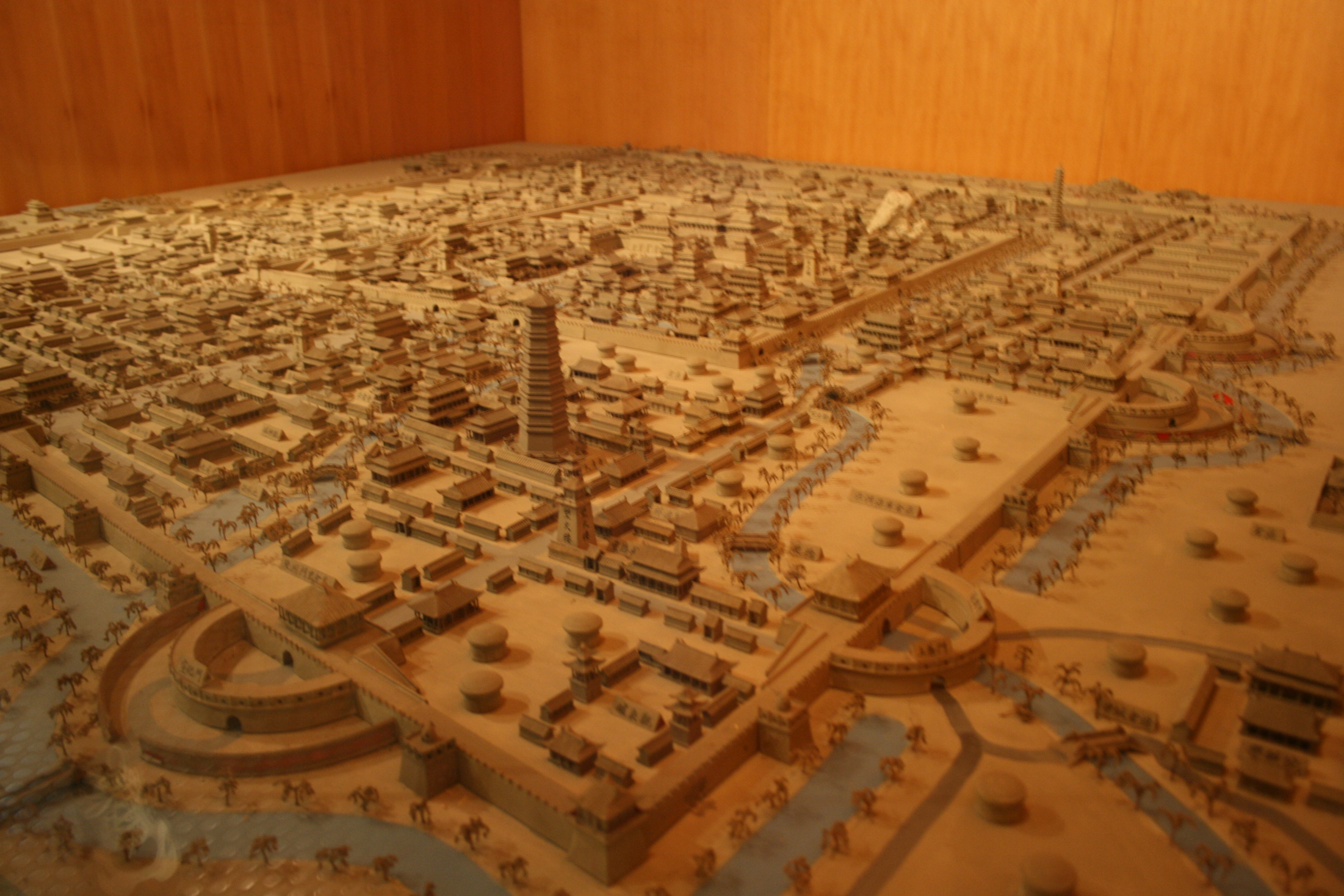
Modello di Bianjing/Kaifeng - diorama nel Museo provinciale del Henan.

Le mura della città (城墙S, ChéngqiángP), rastremate e cioè più larghe alla base, erano ancore costruite in epoca Song principalmente di terra battuta, come fatto da millenni in Cina e come raccomandato e descritto nel III volume del Yingzao Fashi, un manuale d'architettura redatto proprio in epoca Song di cui parleremo nel seguito, intitolato "Norme per i fossati, le roccaforti e le opere in muratura":
(Yingzao Fashi, pp. 90-91.)
Capitali imperiali
Bianjing, già capitale imperiale degli Zhou posteriori (951–960), cui i Song usurparono il trono, fu progettata in accordo a precisi parametri architettonico-sacrali descritti nel 考工記T, 考工记S, Kao Gong JiP, lett. "Libro dei diversi mestieri" (600–300 a.C.?), riassumibili nella prescrizione d'una cinta muraria quadrilatera con diverse porte su ciascun lato e passaggi riservati all'imperatore.

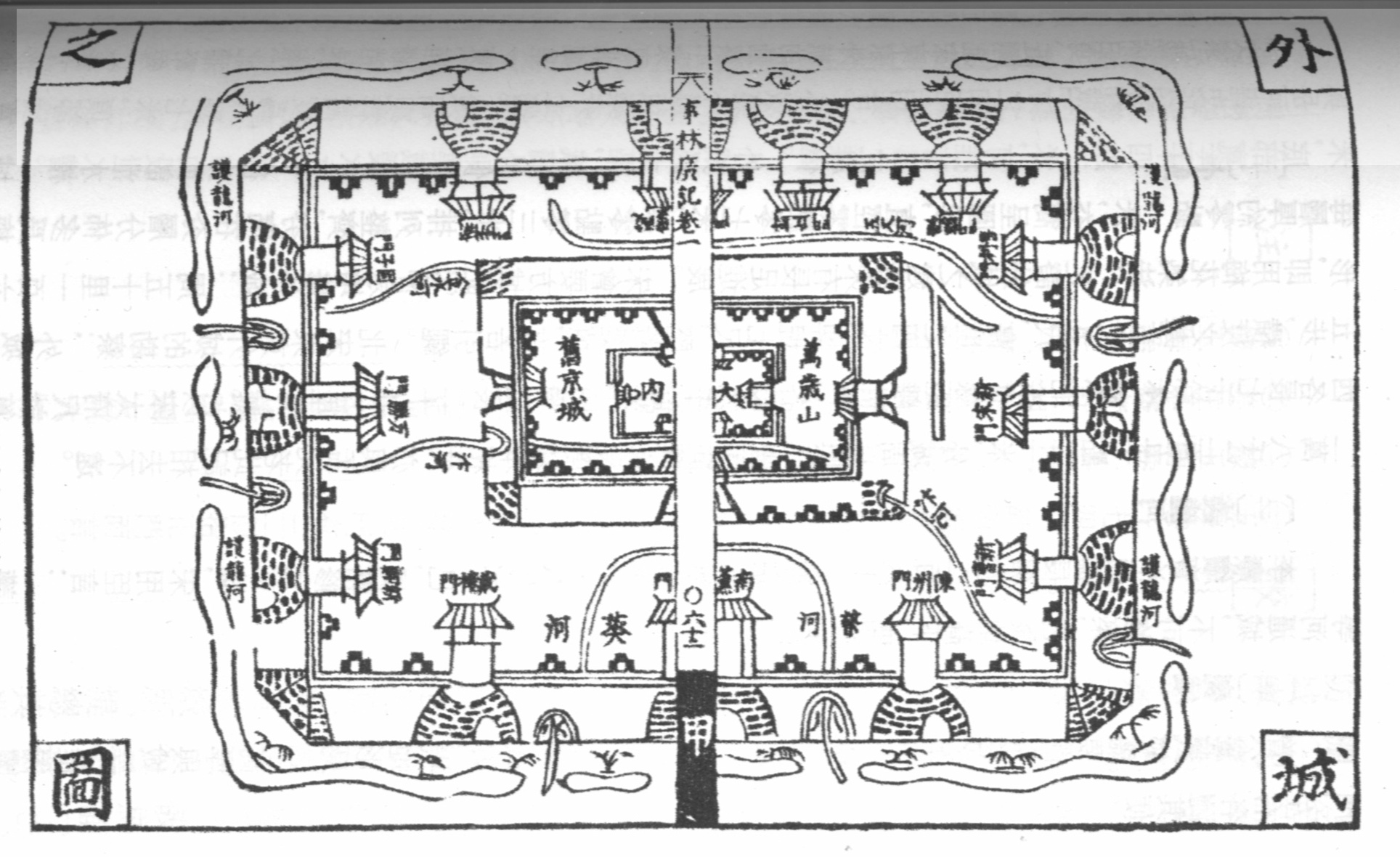
Mappa di Bianjing - ill. in

Passata in mano Song grazie al colpo di Stato del generale Zhao Kuangyin, primo imperatore con il nome di Song Taizu (r. 960–976), Bianjing fu ristrutturata ed ampliata dai suoi nuovi padroni e fu collegata idraulicamente al Gran Canale per farne un polo commerciale di rilievo. Come però osservato dalla sinologa  Nancy Shatzman Steinhardt, la trasformazione di Bianjing in capitale ed il suo costituirsi quale epicentro della rivoluzione urbana Song, rende la definizione della sua effettiva disposizione assiale ancora oggi complicato.
Già in epoca Zhou, Bianjing aveva una tripla cinta muraria: la cinta esterna, la cinta interna e la cinta del palazzo imperiale, al centro della planimetria. La cinta esterna degli Zhou, realizzata solo nel 956, era però una struttura grossolana, poi massicciamente ristrutturata da Song Shenzong (r. 1067–1085) anzitutto per far fronte all'esplosione demografica dell'abitato, passato da 180000 a 220000 case e poi attestatosi a 250000, con il risultato che la nuova pianta, un quadrilatero di circa 6 km (3,7 mi) da nord a sud e 7 km (4,3 mi) da ovest a est, ebbe bordi tutt'altro che regolari. Il muro sud aveva tre porte, con la Porta Nanxun al centro, la Porta Chenzhou a est e la Porta Dailou a ovest. Le altre mura avevano quattro porte ciascuna: nel muro est c'erano la Porta Dongshui (all'estremità meridionale), la Porta Xinsong, la Porta Xinchao e la Porta dell'Acqua Nord-Est; nel muro ovest Porta Xinzheng, Porta Ovest dell'Acqua, Porta Wansheng e Porta Guzi; e nel muro nord la Porta Chenqiao (all'estremità orientale), la Porta Fengqiu, la Porta Nuova Giuggiola Selvaggia e la Porta Weizhou. Le porte al centro di ciascuno dei quattro lati erano riservate all'imperatore, avevano passaggi rettilinei e solo due serie di porte, mentre le altre porte della città avevano passaggi a zigzag ed erano sorvegliate da tre serie di porte. La città interna era rettangolare, con tre porte su ciascun lato. Anche la cinta imperiale era rettangolare, con una torre di guardia su ciascuno dei quattro angoli, e quattro porte principali: Porta Xihua a ovest, Porta Donghua a est, Porta Gongchen a nord e Porta Xuande, conosciuta anche come Porta Duan o Xuandelou, a sud.
Il dipinto dell'artista Song Zhang Zeduan (1085–1145) Lungo il fiume durante il Festival Qingming, raffigurerebbe la Porta Dongshui in dettaglio: l'edificio che la sormonta ha un tetto a cinque creste con una leggera pendenza nello stile tipico Song, sostenuto in modo prominente da due serie di mensole dougong, l'inferiore poggiata sulla porta per creare una fondazione di legno, il superiore per sostenere il tetto. Il medesimo schema si ritrova in uno dei pochi edificio Song ben pervenutivi, la Sala della Santa Madre di Taiyuan, nello Shanxi, che approfondiremo nel seguito. L'uso dei dougong quale supporto della sovrastruttura fu appunto approfondito nel Yingzao Fashi che lo definì pingzuo, lett. "base piatta".

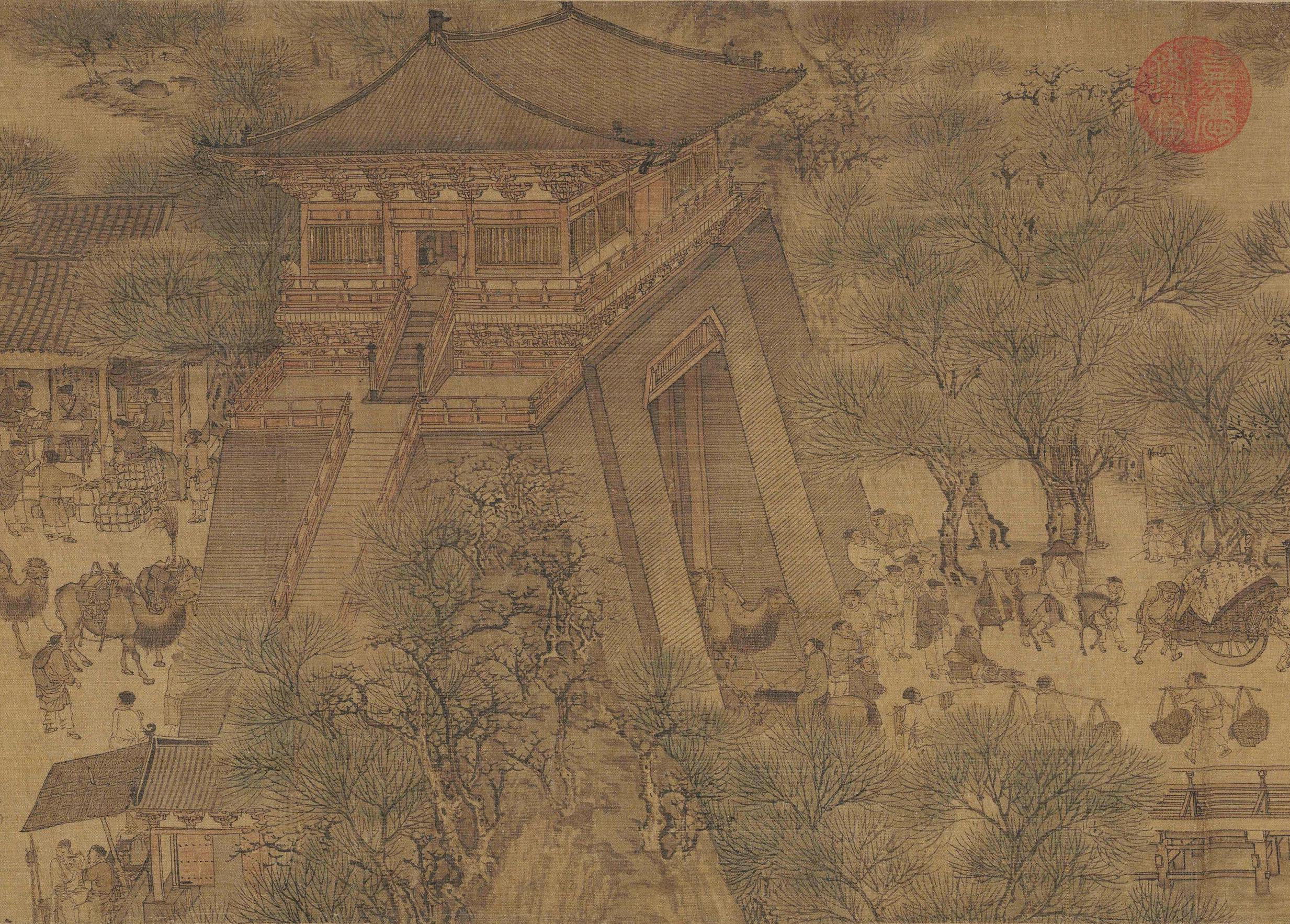
Porta civica, DETTAGLIO dal Lungo il fiume durante il Festival Qingming di Zhang Zeduan.

La Porta Xuande era a cinque battenti, dipinti di rosso e decorati con chiodini dorati, e pareti riccamente decorate con motivi di draghi, fenici e nuvole fluttuanti abbinate a quelle sui pilastri intagliati, sulle travi dipinte e sulle tegole smaltate del tetto. C'erano inoltre due draghi di vetro, chiamati chi wei, ciascuno dei quali mordeva un'estremità del colmo del tetto, con la coda rivolta verso il cielo, e la cui funzione simbolica è parimenti dettagliata nel Yingzao Fashi:
(Yingzao Fashi, pp. 69-70.)
Dalla Porta Xuande correva verso sud il distintivo, enorme Viale Imperiale, largo circa duecento passi, con i Corridoi Imperiali su entrambi i lati. I mercanti aprirono negozi nei Corridoi fino al 1112, quando furono banditi. Due file di recinzione nera furono poste al centro del viale come barriera per pedoni e carrozze. Lungo i lati interni delle recinzioni correvano le Vie d'Acqua Imperiali rivestite di mattoni, pieni di piante di loto. Circa 400 m (1 300 ft) a sud della Porta Xuande, il fiume Bian intercettava il Viale Imperiale che lo valicava tramite il ponte Zhou, in pietra, balaustrato e piatto. Questo disegno di un viale con un ponte di pietra che attraversa un fiume fu successivamente imitato nella Città Proibita. Durante la primavera e l'estate, peschi, susini, peri e albicocchi adornavano le rive del Bian con una varietà di fiori.
Lin'an, la nuova capitale che i Song scelsero per il loro impero dopo essere stati scacciati a sud del Fiume Azzurro dai Jīn, era già stata capitale del Wuyue al tempo delle Cinque dinastie e dieci regni (907–960) ma mai capitale imperiale. La sua posizione nei pressi del Lago dell'ovest (zh. 西湖T, Xī HúP), località considerata un prototipo di bellezza paesaggistica e citata da innumerevoli poeti cinesi, compensava per contro la sua inadeguatezza strutturale al momento dello spostamento ivi della Corte. La ristrutturazione Song di Lin'an/Hangzhou, per ironia della sorta lenta a partire, ne fece, tra XII e XIII secolo, la città più ricca e popolosa del mondo. Marco Polo, che visitò la città, da lui chiamata "Quinsai", dopo la conquista mongola nel 1276, le dedicò, meravigliato dalla sua bellezza, il più lungo capitolo de Il Milione:
(Il Milione, cap. 148 Di Quinsai.)

### Palazzi

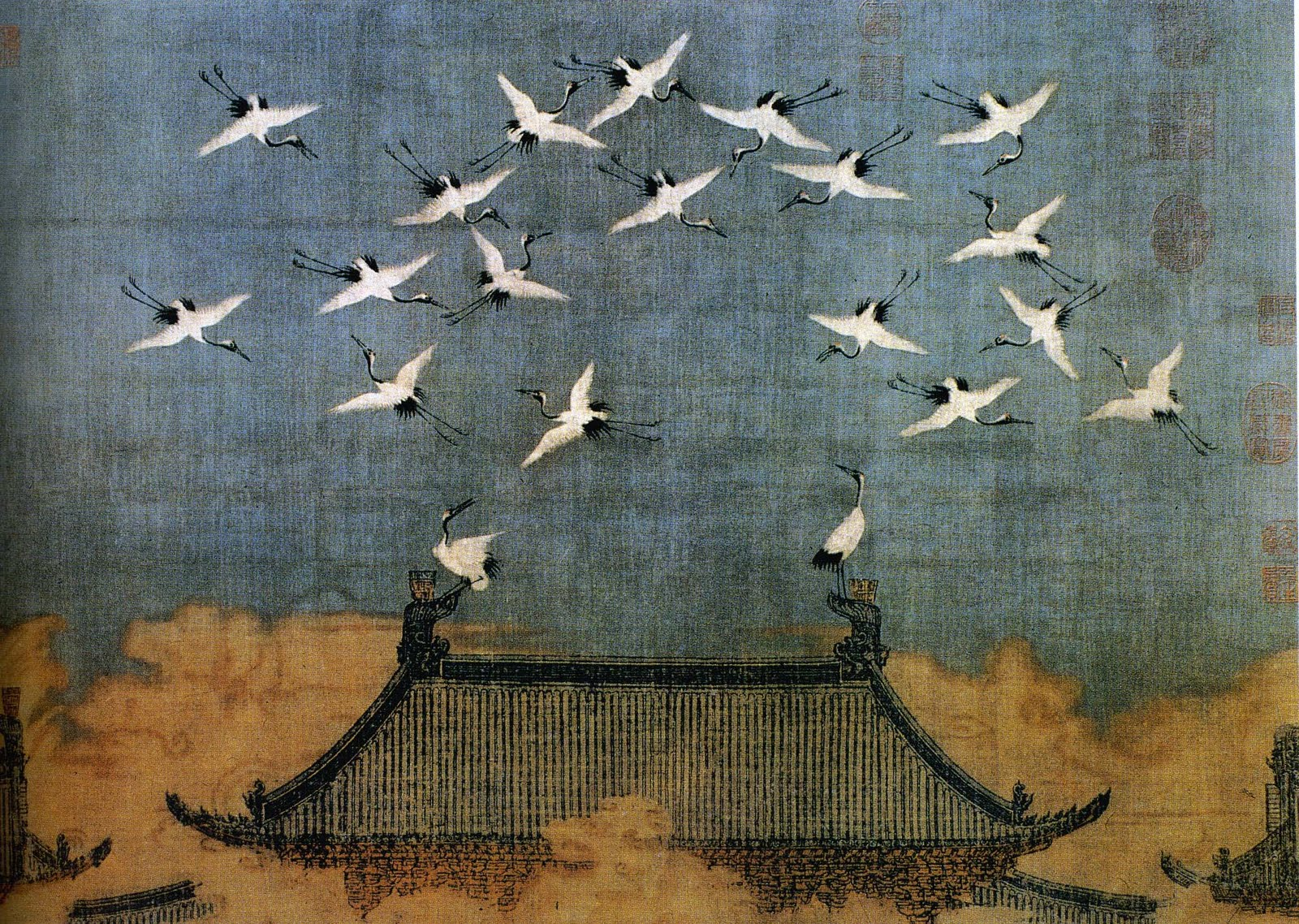
Gru benaugurali sopra il tetto del palazzo imperiale, dipinto dell'imperatore Song Huizong (r. 1100–1126).

Come le dinastie che li avevano preceduti, i Song risiedettero in un complesso palaziale che ospitava non solo la residenza dell'Imperatore e della sua famiglia ma anche gli uffici della Corte e del Governo, i giardini/parchi e le necessarie strutture difensive per isolarlo dalla città. Si trattava sempre d'infrastrutture considerevoli ed elaborate, sia da un punto di vista planimetrico sia plastico-artistico. Composto da molti edifici, il complesso palaziale Song si articolava in vasti spazi aperti circondati da mura e fossati, grandi sale coperte (zh. 殿T, DiànP), in realtà esse stesse veri e propri palazzi, taluni per cerimonie e affari ufficiali, talaltri di destinazione residenziale, edifici più piccoli, templi, torri, camminatoi coperti, cortili più piccoli, giardini/parchi ed annessi.
Come anticipato, l'originario palazzo Song di Bianjing/Kaifeng, come la città, passò in uso ai Jīn dal 1127 che fecero della metropoli la loro Capitale Meridionale. Il palazzo ospitò in pianta stabile la corte Jīn a partire dal 1214, quando gli Jurchen furono spinti a sud dall'avanzata dei mongoli. La maggior parte del palazzo, come anticipato, è oggi scomparsa: sopravvive solo il rifacimento Qing del 龍亭T, 龙亭S, Lóng tíngP, lett. "Padiglione del Drago", un'elegante struttura in legno su di una piattaforma di bricchi blu. Uno scorcio del palazzo sarebbero ravvisabile nel dipinto Gru benaugurali sopra il tetto del palazzo imperiale dell'imperatore Song Huizong (r. 1100–1126), prolifico pittore oltre che interessato d'architettura, ironia della sorte responsabile della sconfitta in favore degli Jurchen.

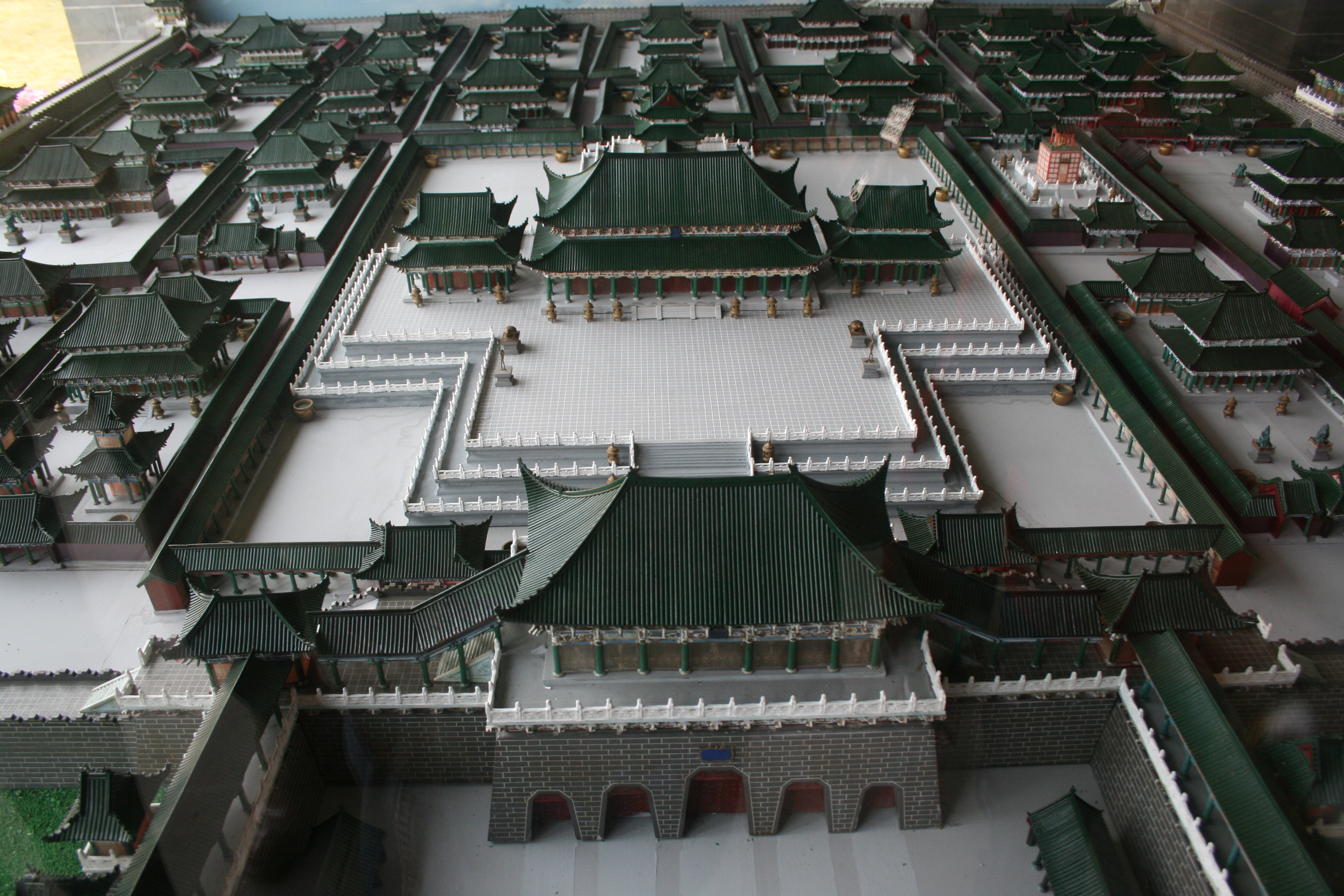
Palazzo Song di Bianjing/Kaifeng - diorama nel Museo provinciale del Henan.

Come anticipato, il palazzo aveva una cinta quadrangolare, del perimetro complessivo di 4-5 lǐ (2-2,5 km), turrita agli angoli e con una grande porta nel mezzo di ogni lato. Il solo lato meridionale disponeva di due porte secondarie, una per ciascun lato della porta principale. Il cuore del palazzo era la Sala Daqin, per le grandi udienze imperiali: una struttura quadrilatera larga nove campate e profonda cinque, i numeri cioè simbolicamente collegati alla maestosità del Figlio del Cielo, era circondata da 60 campate di corridoi, con una capacità indicata di 10.000 persone. Posizionata nel centro del cardine della città, la Sala Daqin era, come di consueto nell'urbanistica imperiale cinese, il centro della metropoli oltreché dell'impero. A nord di essa si trovavano le sale dell'amministrazione imperiale (tra le quali il sopracitato Padiglione del Drago) e, all'estremo nord del recinto, come di consueto nell'architettura domestica cinese tradizionale, i quartieri residenziali della famiglia imperiale, con il giardino privato, di celebrato splendore, a ridosso della muraglia settentrionale e della GongehenmenP, lett. "Porta Militare". Queste strutture settentrionali erano disposte su molteplici assi nord-sud, paralleli al cardine, probabilmente in ragione della loro costruzione su molteplici precedenti strutture.

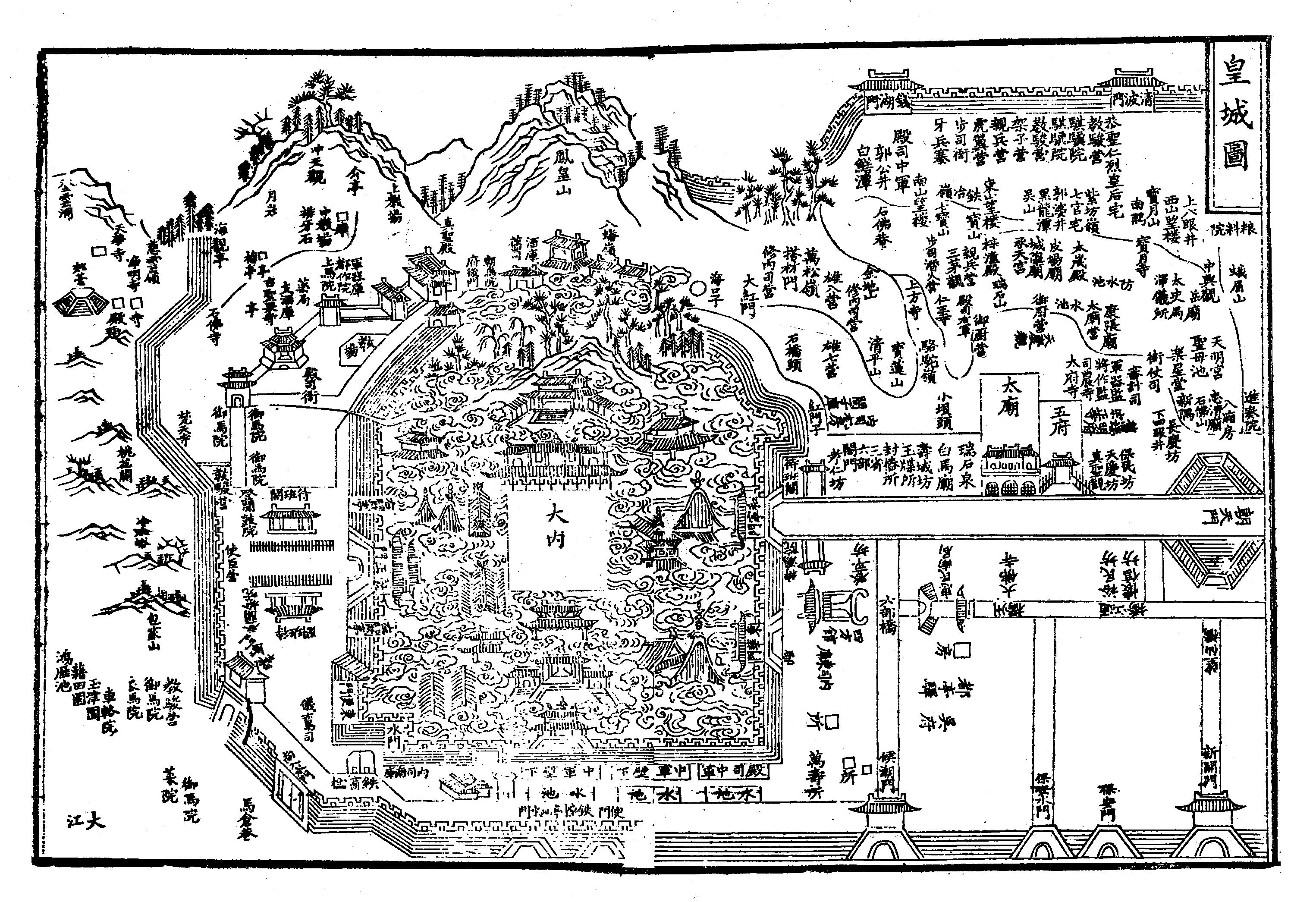
Il palazzo imperiale Song ad Hangzhou.

Il nuovo palazzo Song di Lin'an/Hangzhou, nella Cina del Sud, era situato sul Monte Fenice (zh. 鳳凰山T, 凤凰山S, Feng Huang ShanP), per massimizzare lo scorcio suggestivo sul Lago dell'ovest. Lin'an/Hangzhou, già capitale del Wuyue, come anticipato, disponeva d'un suo complesso palaziale seppur di modeste dimensioni, che, come la città, fu ampliato dai transfughi Song che ne fecero il vertice delle meraviglie architettoniche del sito: nel 1133, con l'aggiunta di corridoi coperti; nel 1148, con un ampliamento della cinta muraria palatina; ecc. Anche in questo palazzo, i giardini imperiali furono rinomati per la loro bellezza ed il loro epicentro fu il laghetto artificiale noto come "Piccolo Lago dell'ovest".
Anche del palazzo dei Song Meridionali a Quinsai/Lin'an Marco Polo ci ha tramandato, ne Il Milione, un'estatica descrizione: 
(Il Milione, cap. 148 Di Quinsai.)

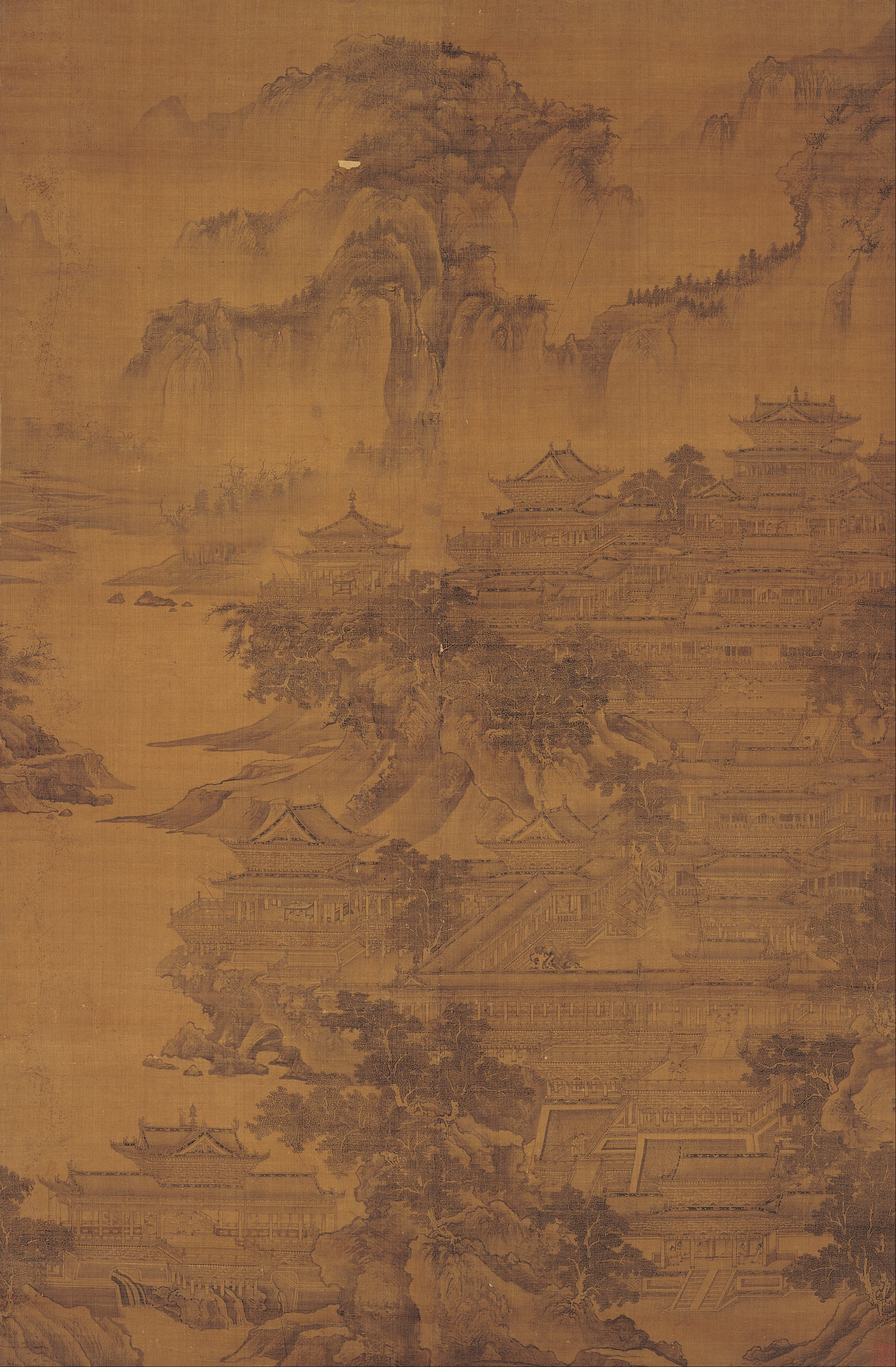
Palazzo estivo dell'imperatore Ming di Guo Zhongshu.
Un palazzo di Zhao Boju.
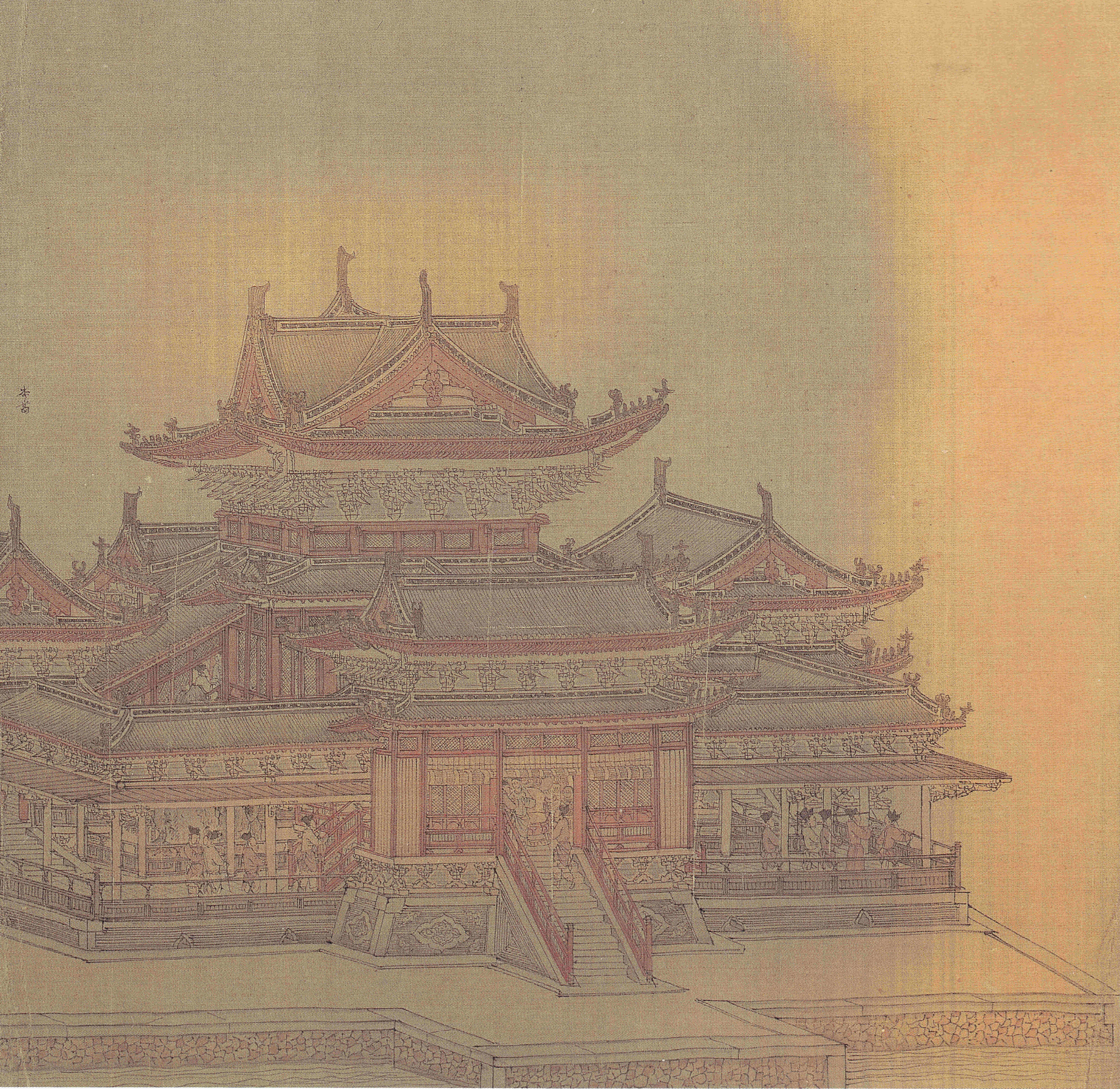
Ritirarsi dalla corte di Li Song.
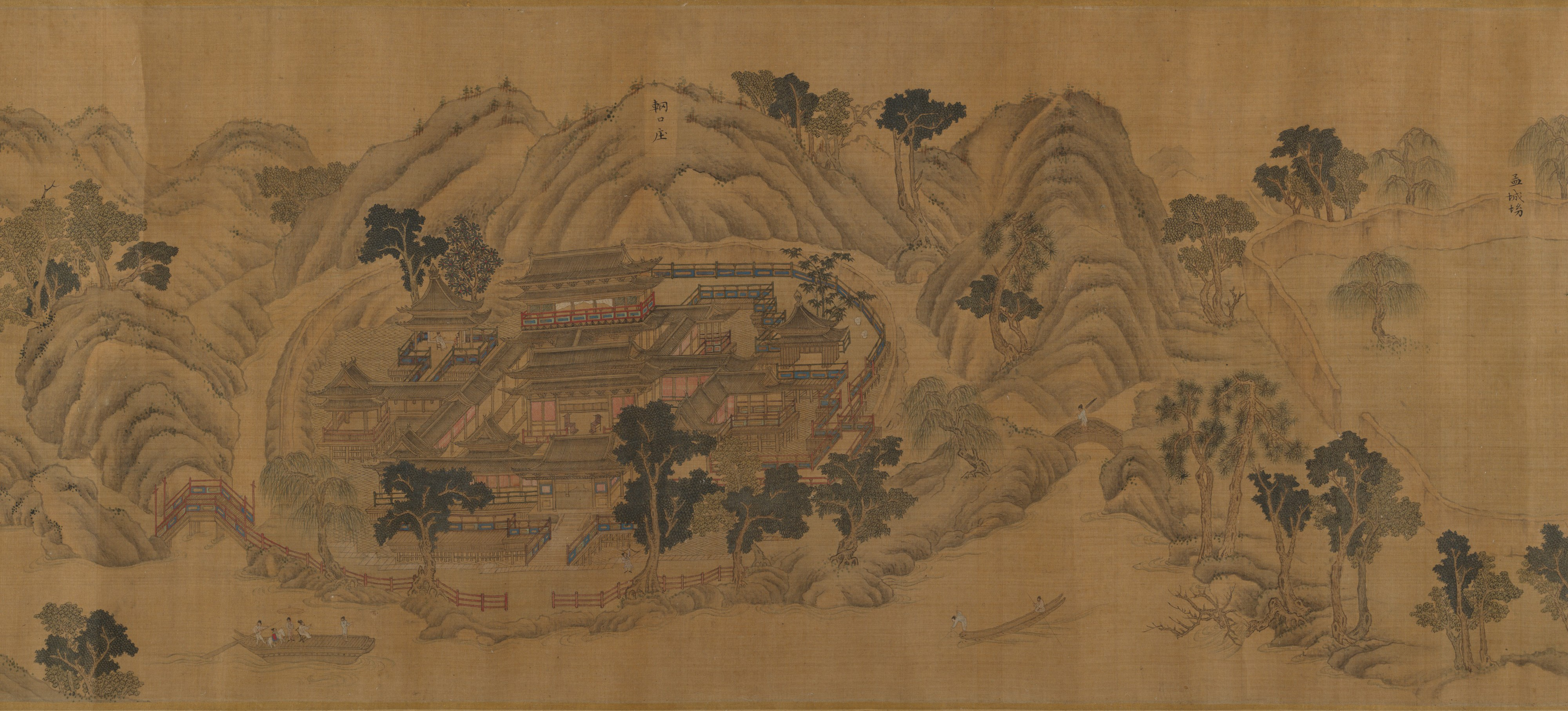
Villa Wangchuan di Guo Zhongshu.

### Ponti

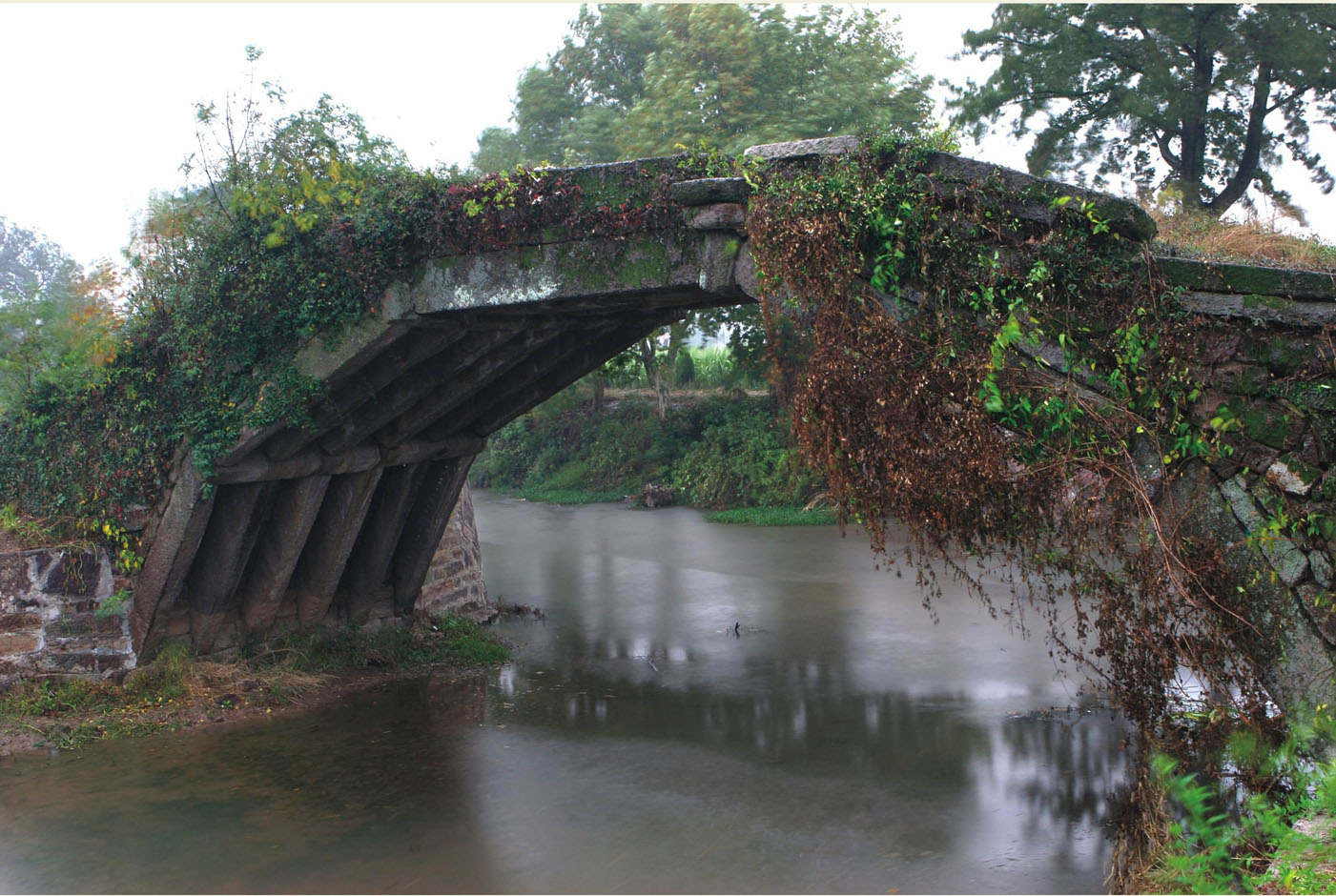
Il ponte di Guyue a Yiwu, nel Zhejiang, costruito dai Song nel 1213.

La presenza di ponti stabili sui corsi d'acqua è attestata in Cina fin dalla protostorica dinastia Zhou (XIII–III secolo a.C.). Durante la dinastia Song vennero costruiti grandi ponti a cavalletto, come quello costruito da Zhang Zhongyan nel 1158. C'erano anche grandi ponti fatti interamente in pietra, come il ponte Bazi di Shaoxing, costruito nel 1256 e ancora in piedi oggi. I ponti con padiglioni che ne coronano la campata centrale furono spesso raffigurati nei dipinti Song, come per esempio i paesaggi di Xia Gui (1195–1224). Esistevano anche lunghi ponti coperti, praticamente dei ponti-corridoio, come il Ponte dell'Arcobaleno (XII secolo) di Wuyuan, nel Jiangxi, dagli ampi piloni in pietra con sovrastruttura in legno.

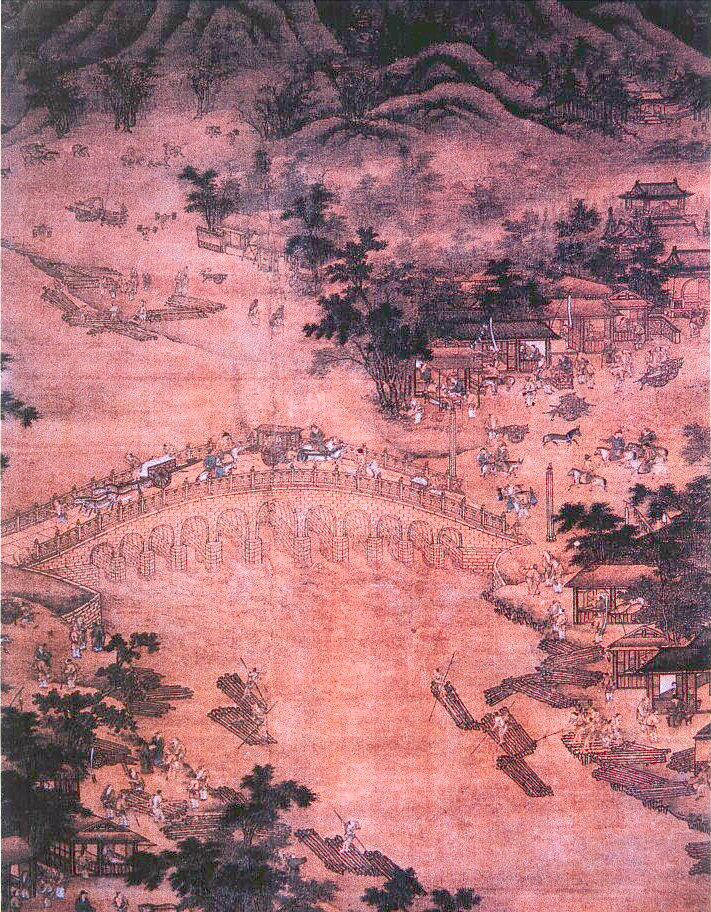
Il Ponte di Marco Polo, costruito dai Jīn nel 1189–1192 con maestranze Song.

Mentre era amministratore di una Hangzhou ancora non capitale imperiale, il poeta Su Shi (1037–1101) fece costruire una grande strada pedonale sopraelevata sul Lago dell'Ovest che porta ancora il suo nome: Sudi (蘇堤). Nel 1221, il viaggiatore taoista Qiu Changchun visitò Gengis Khan a Samarcanda, descrivendo i vari ponti cinesi incontrati durante il tragitto attraverso i monti Tien Shan, a est di Yining. Il sinologo Joseph Needham riporta una citazione di Qiu:
(Needham 1986, p. 151.)
Nel Fujian, al tempo dei Song, vennero costruiti enormi ponti a travi. Alcuni di questi erano lunghi fino a 1 220 m (4 000 ft), con campate individuali di anche 22 m (72 ft) di lunghezza, realizzati con massicce pietre di 203 t (203 000 kg).  Nessun nome degli ingegneri coinvolti in queste monumentali opere fu registrato né menzionato nelle iscrizioni celebrative delle strutture, riportanti solo i nomi dei funzionari locali che li sponsorizzarono o ne supervisionarono la costruzione invece che la riparazione. Tuttavia, potrebbe esserci stata una scuola di ingegneria nel Fujian, guidata da un illustre ingegnere di nome Cai Xiang (1012–1067) che ebbe anche una discreta carriera politica, giungendo a ricoprire la carica di prefetto governativo della provincia. Tra il 1053 e il 1059, Xiang progettò e supervisionò la costruzione del grande Ponte di Wan'an (un tempo chiamato "Ponte Luoyang" dal nome del fiume) vicino Quanzhou, al confine tra l'attuale distretto di Luojiang e la contea di Huai'an. Questo ponte, una struttura in pietra simile a numerosi altri ponti trovati nel Fujian, è ancora in piedi e presenta pilastri simili a navi legati alle loro basi utilizzando mucillagine di ostriche come adesivo: è lungo 731 m (2 398 ft), largo 5 m (16 ft) ed alto 7 m (23 ft). Un altro famoso ponte a trave, vicino Quanzhou, è il ponte Anping, lungo 5 lǐ (2,5 km), costruito tra il 1138 e il 1151, la cui trave litica (granito) più imponente pesa 25 tonnellate.
Altri esempi di ponti Song includono il ponte di Guyue (zh. 古月橋T, 古月桥S, Gǔyuè QiáoP, lett. "Ponte dell'antica luna"), un ponte ad arco in pietra a Yiwu, nel Zhejiang, costruito nel 1213, il sesto anno dell'era Jiading dei Song Meridionali. Al novero dei ponti galleggianti dell'era Song si ascrive invece il ponte Dongjin, appena fuori le mura di Ganzhou, nel Jiangxi, lungo 400 m (1 300 ft), ancora oggi esistente.
Il celebre Ponte di Marco Polo, presso l'attuale Pechino, fu costruito per volontà dell'imperatore Jīn Shizong (r. 1161–1189) nel 1189–1192 attingendo al sapere e quasi certamente alle maestranze dei Song, in un'ennesima riprova della contaminazione artistico-tecnologica tra i Song e le loro dinastie rivali nella Cina del Nord ben esemplificato in Steinhardt 1999.

### Tombe imperiali

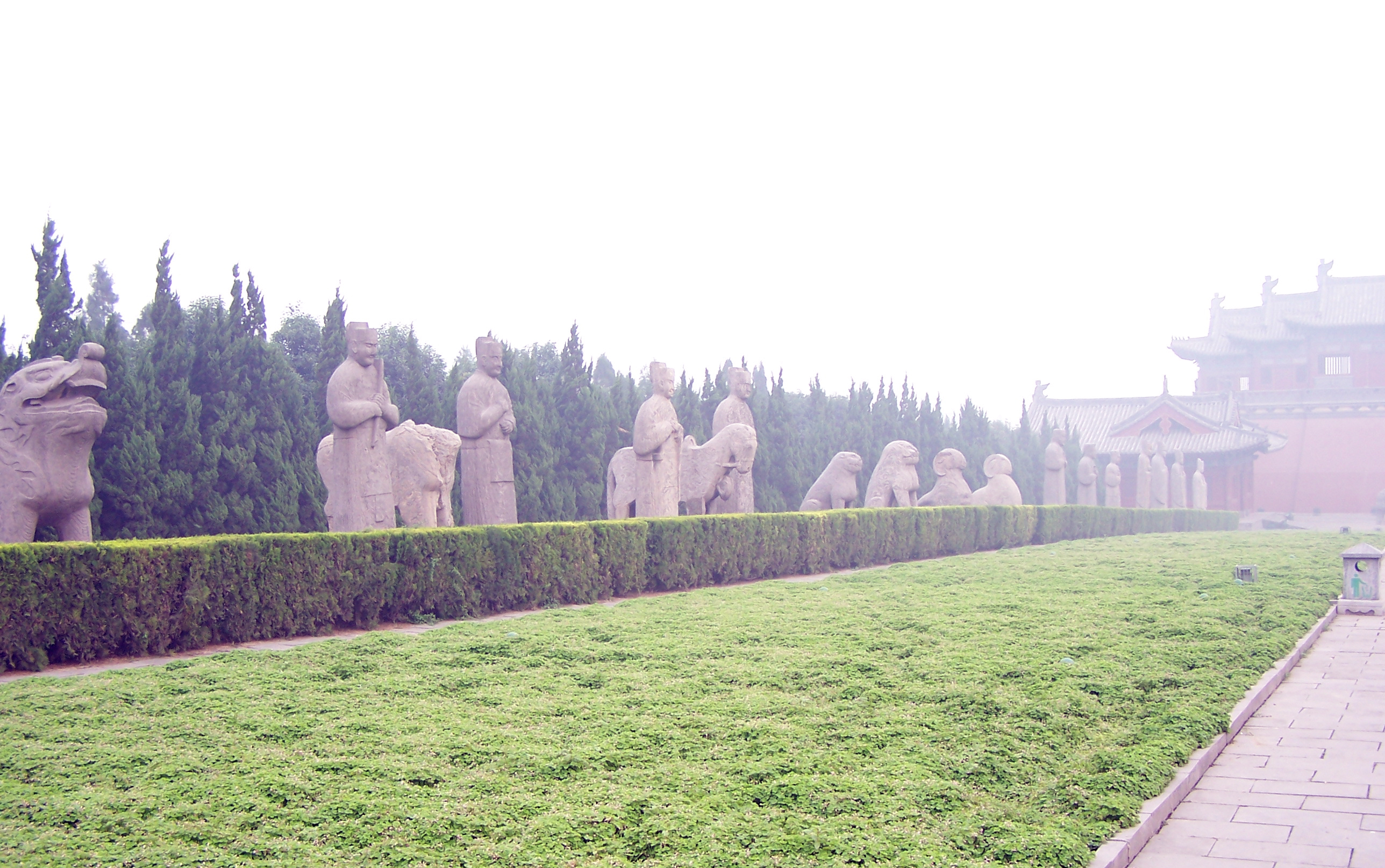
Statue lungo una strada spirituale del complesso sepolcrale Song.

Situate a sud-ovest della città di Gongyi, nel Henan, le grandi tombe dei Song sono circa un migliaio, tra sepolcri degli imperatori, delle imperatrici, di principi e principesse, di consorti e d'altri membri della famiglia allargata della dinastia Song. Il complesso si estende per circa 7 km (4,3 mi) da est a ovest e 8 km (5,0 mi) da nord a sud. La costruzione del complesso principiò nel 963, sotto il patrocinio del fondatore della dinastia, Song Taizu (r. 960–976), il cui padre, il generale Zhao Hongyin (899–956), fu anch'egli sepolto nel sito. Gli unici imperatori Song non sepolti ivi furono Song Huizong (r. 1100–1126) e suo figlio Song Qinzong (r. 1126–1127), perché periti in prigionia durante la guerra con i Jīn. Lungo i viali spirituali del complesso tombale si trovano centinaia di sculture e statue Song raffiguranti tigri, arieti, leoni guardiani, cavalli con stallieri, bestie ibride cornute e creature mitologiche, funzionari, generali, ambasciatori stranieri e altri personaggi.
La disposizione e lo stile delle tombe Song assomigliano a quelle loro coeve dei Tangut della dinastia Xia occidentale (1038–1227) che aveva anche un luogo di sepoltura ausiliario associato a ciascuna tomba.  Al centro di ogni sepoltura, ciascuna delle quali un tempo era protetta da un recinto con quattro mura, quattro porte centrali e quattro torri angolari, si trova una tomba piramidale tronca. A circa 100 km (62 mi) da Gongxian, si trova la Tomba Baisha, che contiene «elaborati facsimili in mattoni di costruzioni cinesi con struttura in legno, dagli architravi delle porte ai pilastri e piedistalli ai set di mensole, che adornano le pareti interne». La Tomba Baisha ha due grandi camere separate con soffitti a cupola conica e una grande scalinata che conduce alle porte d'ingresso della tomba sotterranea.

## Architettura religiosa

### Pagode
Dopo il regno della dinastia Han (202 a.C.–220 d.C.), l'idea dello stupa buddista entrò nella cultura cinese come mezzo per custodire e proteggere i sutra delle scritture. Durante il caos politico delle Dinastie del Nord e del Sud (420–589), sviluppò la caratteristica pagoda cinese (zh. 塔T,  taP), i cui predecessori erano stati le alte torri di guardia e gli imponenti appartamenti residenziali Han, come dedotto dai modelli nelle tombe dell'era Han. Sotto le dinastie Sui (581–618) e Tang (618–907), le pagode cinesi passarono da strutture realizzate unicamente in legno a forme più solide ed articolate in muratura e mattoni per sopravvivere agli incendi, accidentali o dolosi che fossero, ed al decadimento. La più antica pagoda in mattoni ancora esistente è la Pagoda di Songyue, costruita nel 523 nel Henan, mentre un tipico esempio di pagoda in pietra Tang è la Pagoda della Grande Oca Selvatica, costruita nel 652 nella capitale imperiale di Chang'an (attuale Xi'an, nello Shaanxi). Sebbene l'influenza buddista in Cina si fosse attenuata dopo il collasso dei Tang (907), sotto i Song furono costruite numerose pagode buddiste, a riprova della persistente influenza buddista che, proprio in quegli anni, svolgeva un ruolo primario nello sviluppo del Neoconfucianesimo, in un contesto generale religioso ov'era il Taoismo a farla da padrone.
Le alte pagode cinesi venivano spesso costruite in campagna piuttosto che all'interno delle mura cittadine, soprattutto per evitare la competizione con l'autorità cosmica-imperiale incarnata nelle torri-tamburo e nelle porte-torri delle città. Non mancavano però eccezioni, come appunto la sopracitata Pagoda della Grande Oca Selvatica, costruita nientemeno che nella zona sud-orientale della capitale.

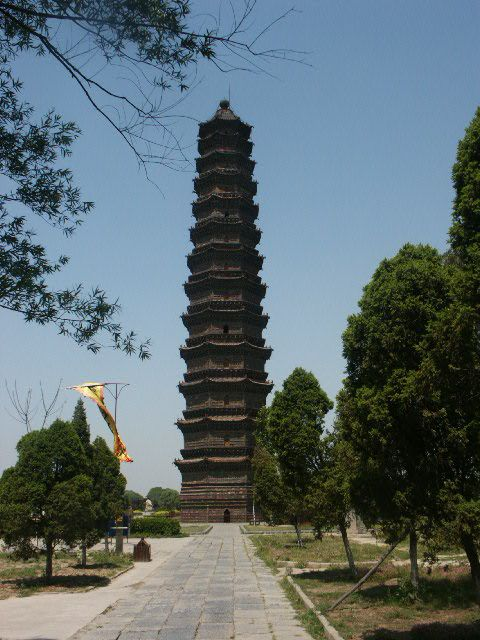
La Pagoda di Ferro di Kaifeng, di altezza, costruita nel 1049 dopo che la pagoda di legno di Yu Hao fu distrutta da un fulmine.

Una delle più celebri pagode Song è la Pagoda di Ferro del Tempio Youguo di Kaifeng che deve il suo nome al color grigio-ferro dei mattoni smaltati che la compongono e non ad una struttura in ferro o ghisa. Costruita originariamente in legno dall'architetto Song Yu Hao, la pagoda fu distrutta da un incendio innescato da un fulmine nel 1044 e ricostruita nel suo aspetto attuale nel 1049 per ordine di Song Renzong (r. 1022–1063). È un edificio di 13 piani, strutturata su una base ottagonale, alto 56,88 metri (186,6 ft). I mattoni ricoperti di piastrelle smaltate presentano incisioni raffiguranti figure danzanti, ministri solenni e temi buddisti.
In quel periodo si trovavano in Cina anche vere e proprie pagode in ghisa, come la Pagoda di Ferro del Tempio di Yuquan (Tempio delle Sorgenti di Giada), a Dangyang (Hubei). Costruita nel 1061 utilizzando 53 848 kg (118 715 lb) di ghisa, era alta 21,28 m (69,8 ft) e, imitando le pagode contemporanee in legno, pietra e mattoni, presenta grondaie inclinate e una base ottagonale. Un'altra pagoda di ferro fu costruita nel 1105 a Jining, nello Shandong, e fu realizzata strato per strato in sezioni ottagonali, raggiungendo un'altezza di 78 piedi. Oggigiorno, in Cina esistono diverse pagode in ghisa di questo tipo.
La Pagoda delle Sei Armonie è un altro esempio celebre di pagoda Song. Si trova nella capitale dei Song Meridionali, Hangzhou, ai piedi della collina Yuelun, di fronte al fiume Qiantang. Sebbene l'originale struttura fosse stata distrutta nel 1121, l'attuale torre fu eretta nel 1156 e completamente restaurata entro il 1165. Misura 59,89 m (196,5 ft) d'altezza ed era composta da 13 livelli di mattoni rossi e mensole a grappolo dougong in legno. In ragione delle sue dimensioni, la pagoda fungeva anche da faro permanente per aiutare i marinai, come descritto nel Hangzhou Fu Zhi.
La Pagoda del Tempio Zhengjue nella contea di Pengxian, nel Sichuan (vicino a Chengdu), è una pagoda in mattoni costruita tra il 1023 e il 1026, secondo le iscrizioni che corrono lungo il suo primo piano. Ha una base quadrata su un piedistallo "Monte Meru" e tredici piani, per un'altezza totale di 28 m (92 ft). Le sue  grondaie rassomigliano molto a quelle Tang della Pagoda dell'Oca Selvatica Gigante e della Pagoda della Piccola Oca Selvatica.
Furono costruite anche pagode ibride, cioè in legno e mattoni. I primi quattro piani dell'ottagono della Pagoda Lingxiao, alta 42 m (138 ft) e costruita nel 1045, sono in mattoni, con grondaie in legno, mentre dal quinto piano in su è interamente in legno. Anche le pagode in pietra o mattoni presentavano elementi architettonici tipici degli edifici lignei cinesi: ad esempio, la Pagoda Pizhi, costruita tra il 1056 e il 1063, utilizza le mensole dougong per sostenere i tetti a due falde ricoperti di scandole e i piani superiori. Entrambe le pagode sono dotate di scale interne, anche se quella della Pagoda Lingxiao arriva solo al quarto piano, mentre quella della Pagoda Pizhi arriva al quinto. Tuttavia, la Pagoda Pizhi è dotata di scale esterne a chiocciola che consentono l'accesso al nono e ultimo piano.
La Pagoda Liaodi a Dingzhou, nel Hebei, in pietra e mattoni, completata nel 1055, è una delle più alte costruzioni cinesi premoderne e, con i suoi 84 metri (276 piedi) d'altezza, la pagoda cinese dinastica più alta ancora in piedi, superando i 69 metri (226 ft) delle Tre pagode dell'Ammirazione Divina, detentrici del record sin dalla loro costruzione nel IX secolo da parte del Regno di Dali, lo stato del popolo bai che controllava i territori dell'odierna provincia cinese dello Yunnan e che sarebbe stato annesso all'Impero cinese solo dagli Yuan. La Pagoda Liaodi ha una base ottagonale su una grande piattaforma. Svolgeva sia uno scopo religioso, quale punto di riferimento buddista del monastero di Kaiyuan, sia uno scopo militare, come torre di guardia utilizzata per osservare le forze nemiche dei Kitai-Liao. Altro esempio d'uso non unicamente religioso di una pagoda, in ragione dell'altezza, era di osservatorio astronomico, come la Pagoda di Gaocheng, costruita nel 1276, al volgere dell'Era Song, ed ancora in piedi oggi.

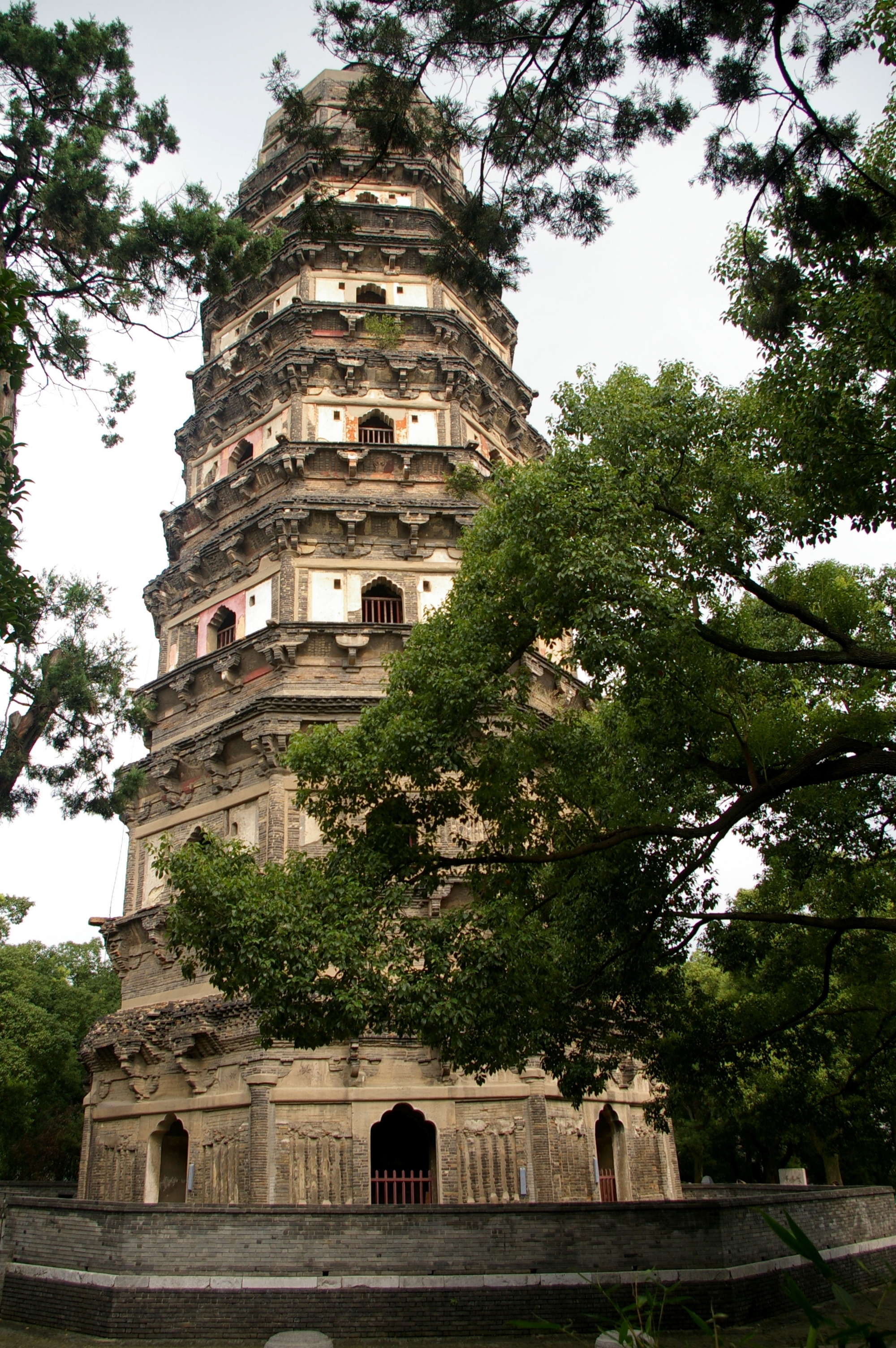
La Pagoda della Collina della Tigre, alta 47 m (154 ft), costruita nel 961.
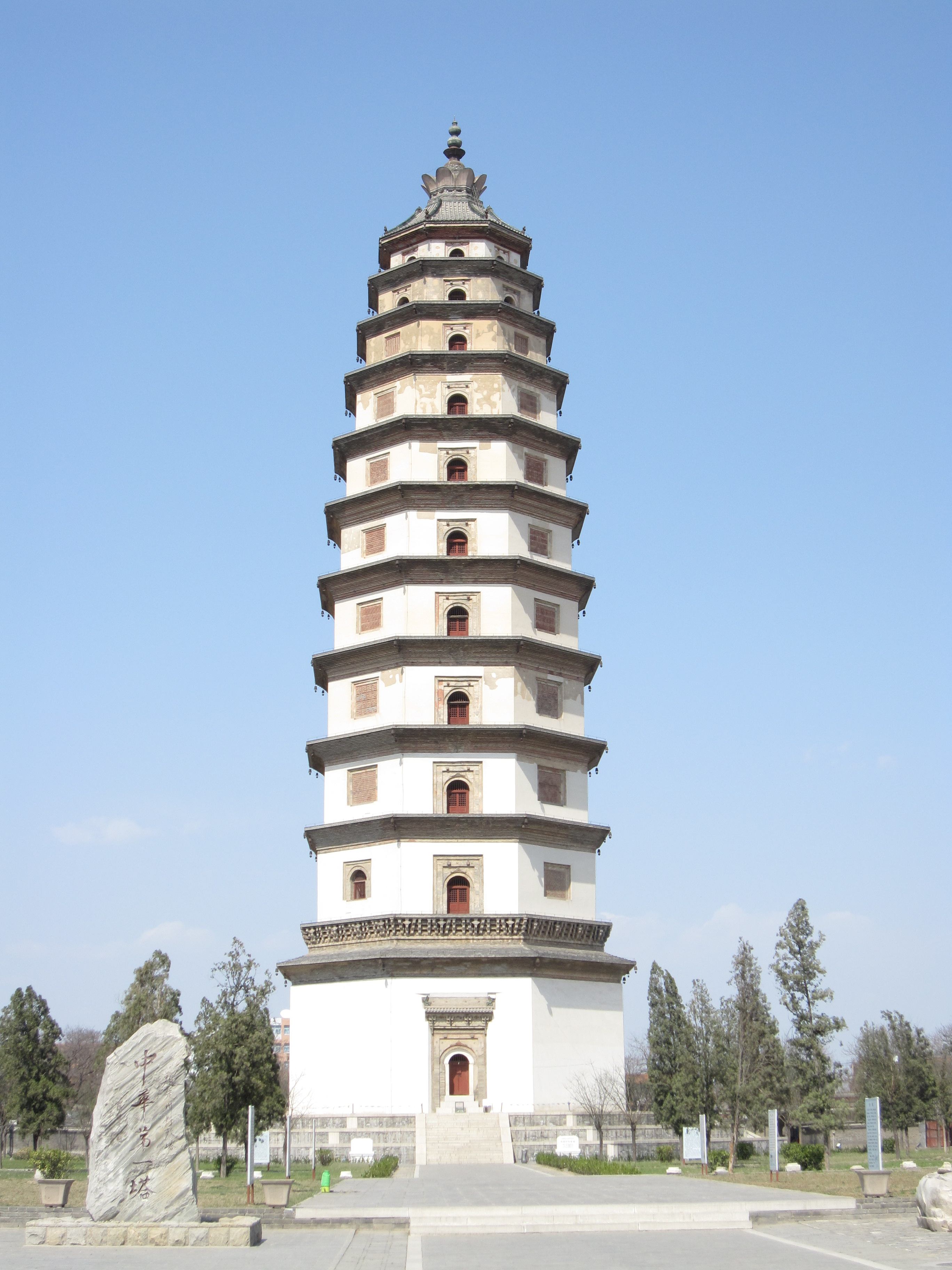
La Pagoda Liaodi, nel Hebei, alta 84 m (276 piedi), costruita nel 1055.
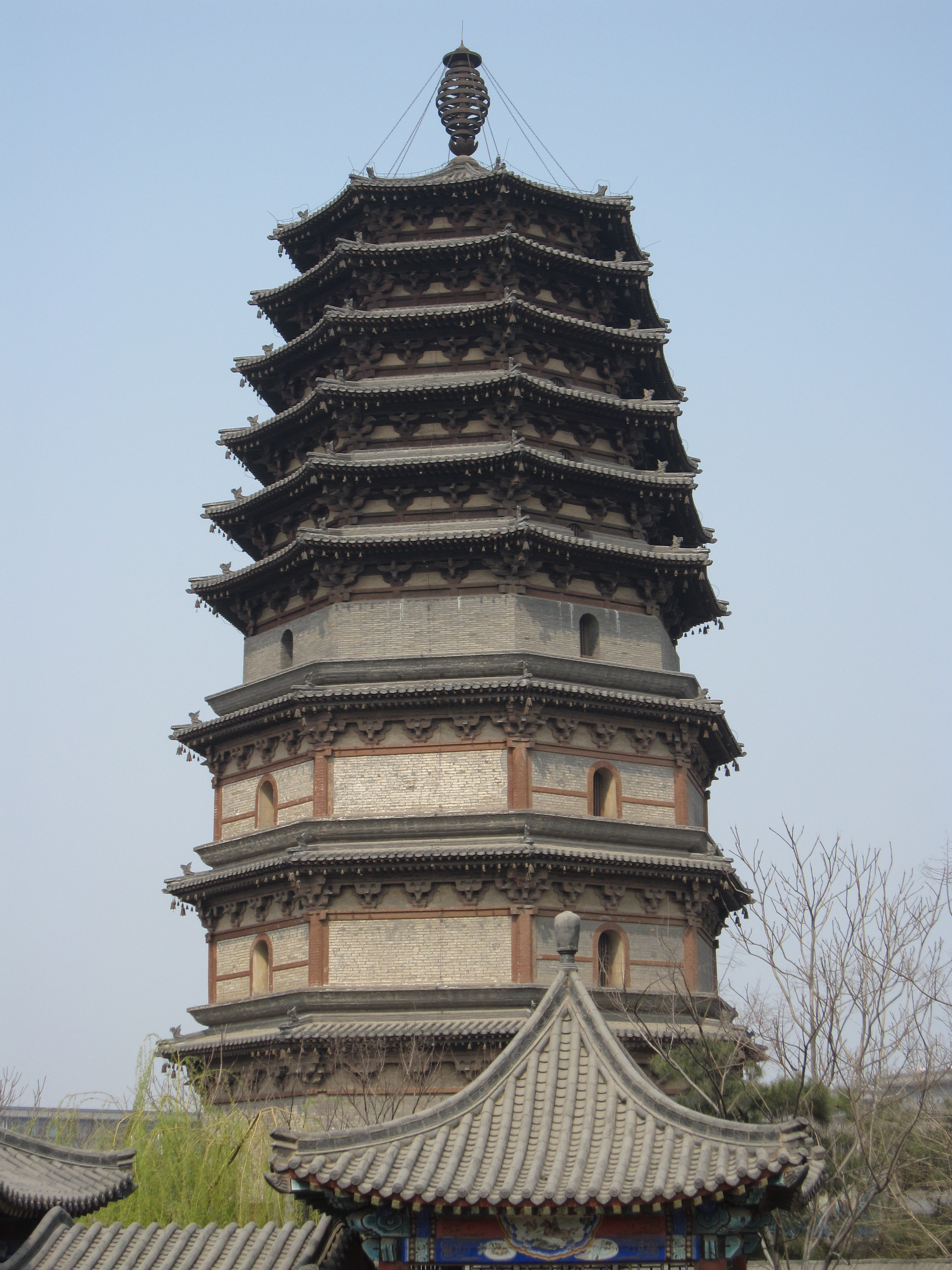
La Pagoda Lingxiao a Zhengding, nel Hebei, alta 42 metri (138 ft), in legno e mattoni, costruita nel 1045.
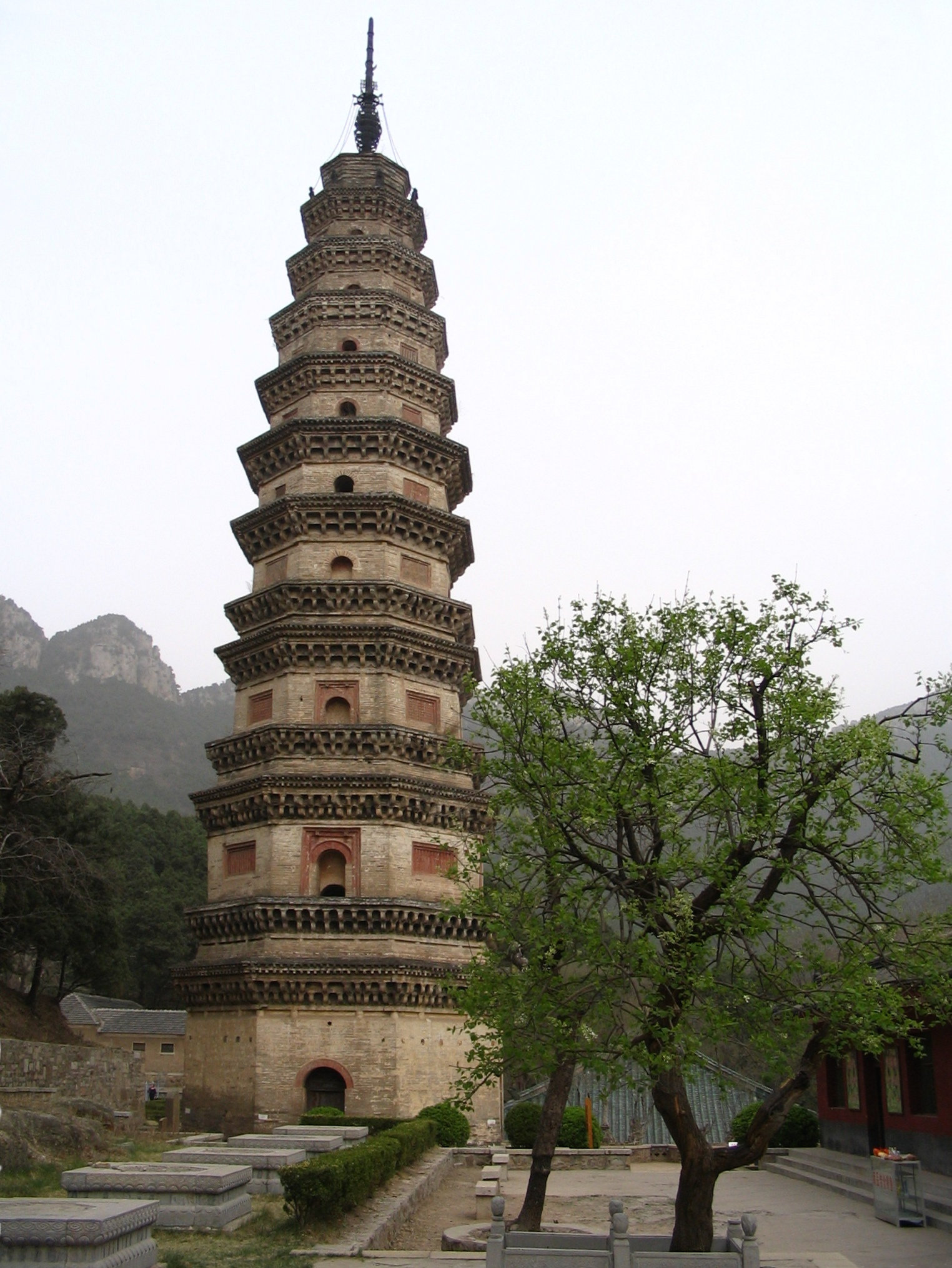
La Pagoda Pizhi del Tempio Lingyan, Shandong, alta 54 m (177 ft), costruita nel 1063.
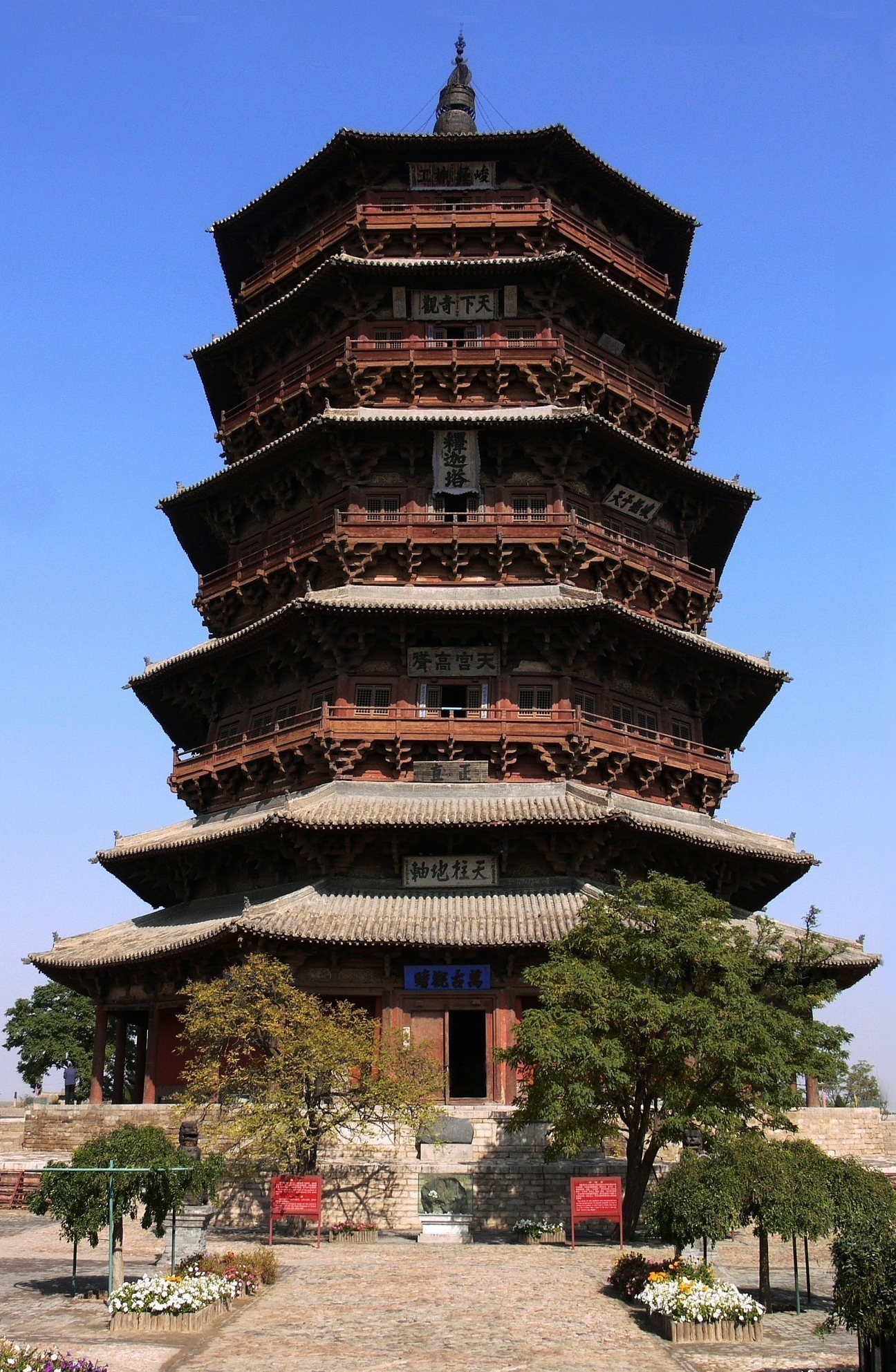
La pagoda del tempio di Fogong, nello Shanxi, alta 67 m (220 ft), in legno, costruito nel 1056 dalla dinastia Liao.
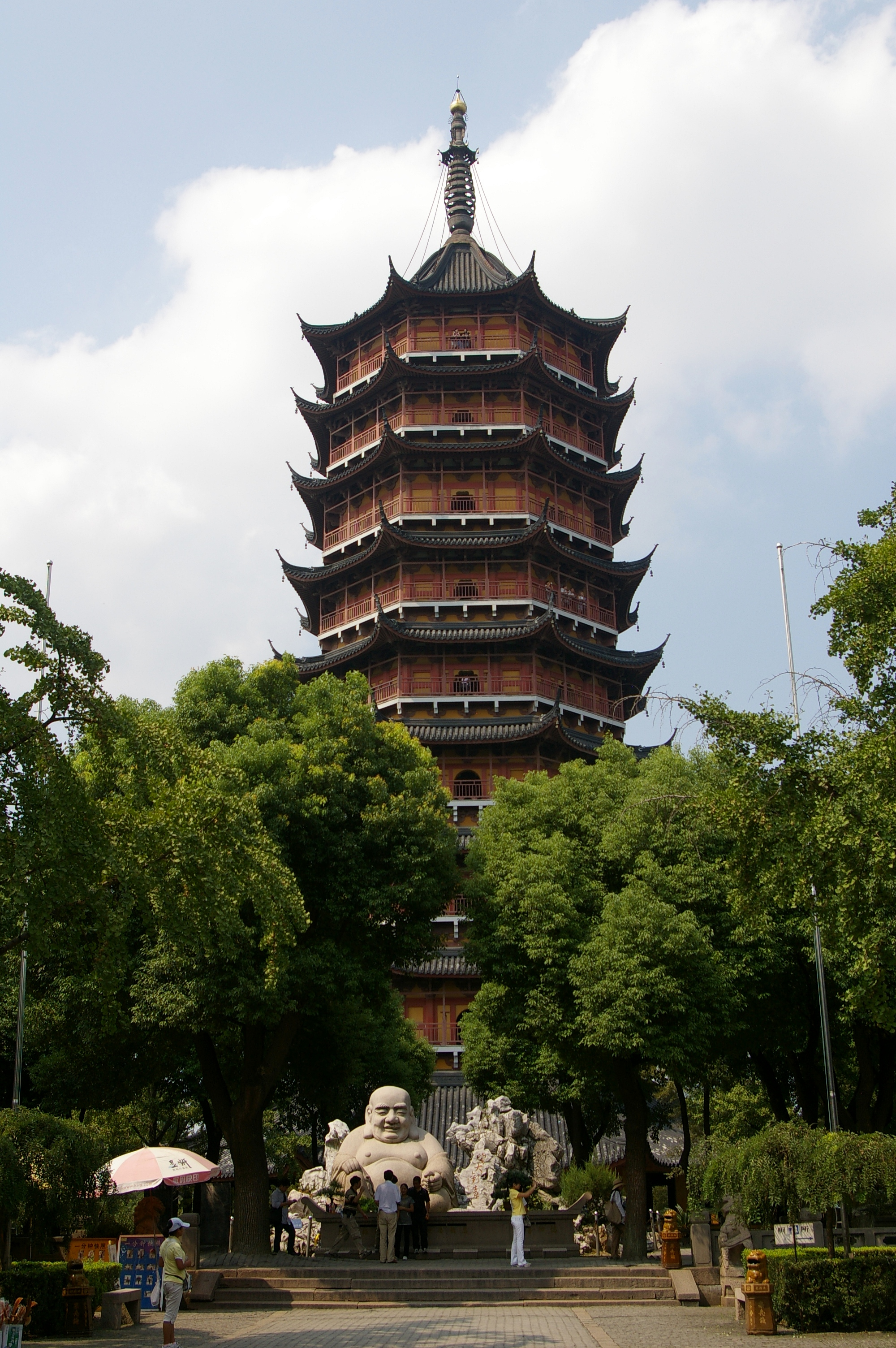
La Pagoda Beisi, ricostruita dalla dinastia Ming, costruita tra il 1131 e il 1162, alta 76 m (249 ft).
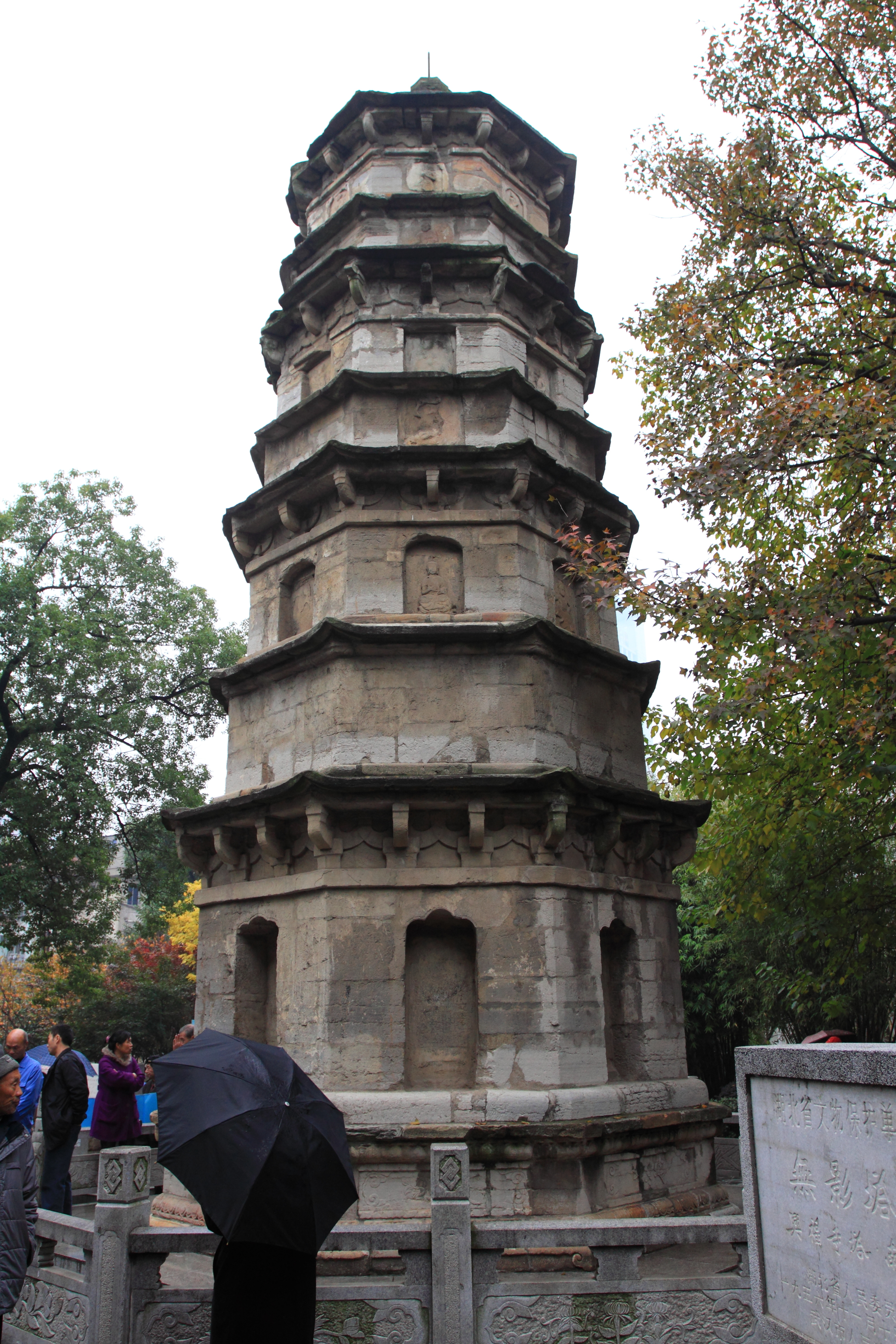
La Pagoda Wuying (Pagoda senza ombra) a Wuhan, costruita nel 1270.

### Templi

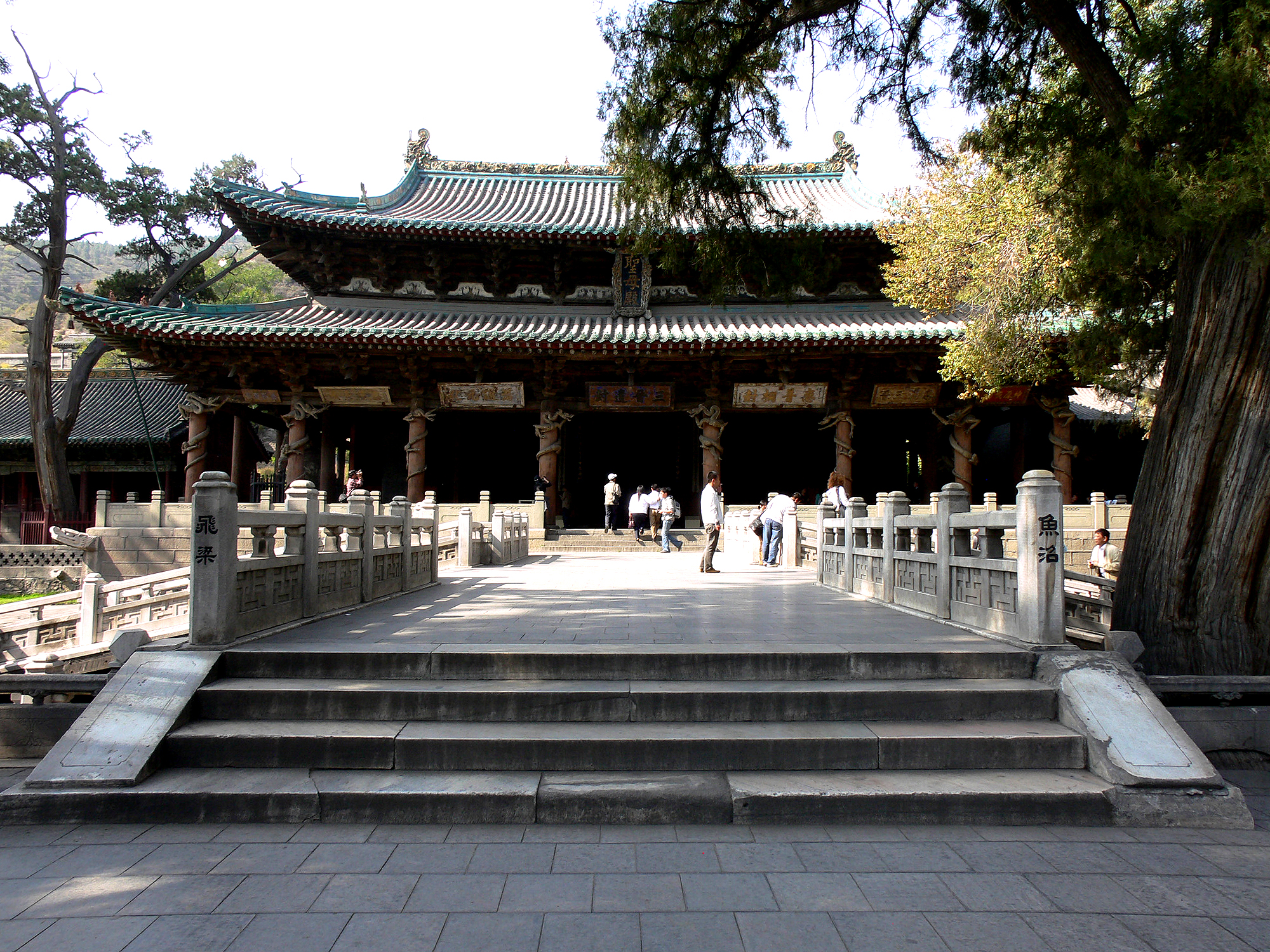
Sala della Santa Madre, Tempio Jin di Taiyuan, costruito nel 1032. Rimarchevole esempio di architettura Song e d'uso strutturale del dougong.

Come anticipato, i Song patrocinarono l'erigenda di molti templi, non solo legati al culto dell'imperatore ma anche alle altre, complesse sfaccettature della pratica cultuale cinese: Taoismo, Buddismo, Confucianesimo, ecc. Gli edifici templari, oltre a costituirsi quali acceleratori di sviluppo per le aree urbane in cui erano edificati e tenendo comunque presente che potevano essere fondati anche in aree extra-urbane molto remote, presentavano una serie di caratteristiche estetiche e strutturali uniche che meglio aiutano a comprendere l'architettura Song.
La già citata 圣母殿T, ShèngmǔdiànP, lett. "Salta della Santa Madre" del 晋祠T, lett. "Tempio Jin", nel sobborgo sud-orientale della città di Taiyuan (Shanxi), insieme alla Sala del Sacrificio del tempio medesimo, sono esempi ancora esistenti dell'architettura Song antica. La Sala della Santa Madre è l'edificio principale del Tempio Jin, costruita per la prima volta tra il 1023 e il 1032 e ristrutturata nel 1102. Ha un tetto a doppia gronda con nove colmi e due teste di drago con fauci spalancate che mordono le estremità del colmo principale. Il tetto è sostenuto da massicci grappoli di mensole dougong perfettamente sovrapponibili alle illustrazioni presenti nel manuale d'architettura Yingzao Fashi. Le gronde della Sala s'incurvano leggermente verso l'alto ad ogni estremità, una caratteristica dell'architettura Song. Le colonne della facciata, decorate con draghi che si avvolgono attorno ai fusti, diventano progressivamente più alte man mano che ci si allontana da entrambi i lati della coppia centrale. L'edificio è circondato da un portico, unico esempio di una struttura del genere. Altra caratteristica unica del sito è un ponte a forma di croce che conduce alla Sala della Dea. Nel 1961, il governo cinese ha dichiarato il Tempio Jin patrimonio nazionale.

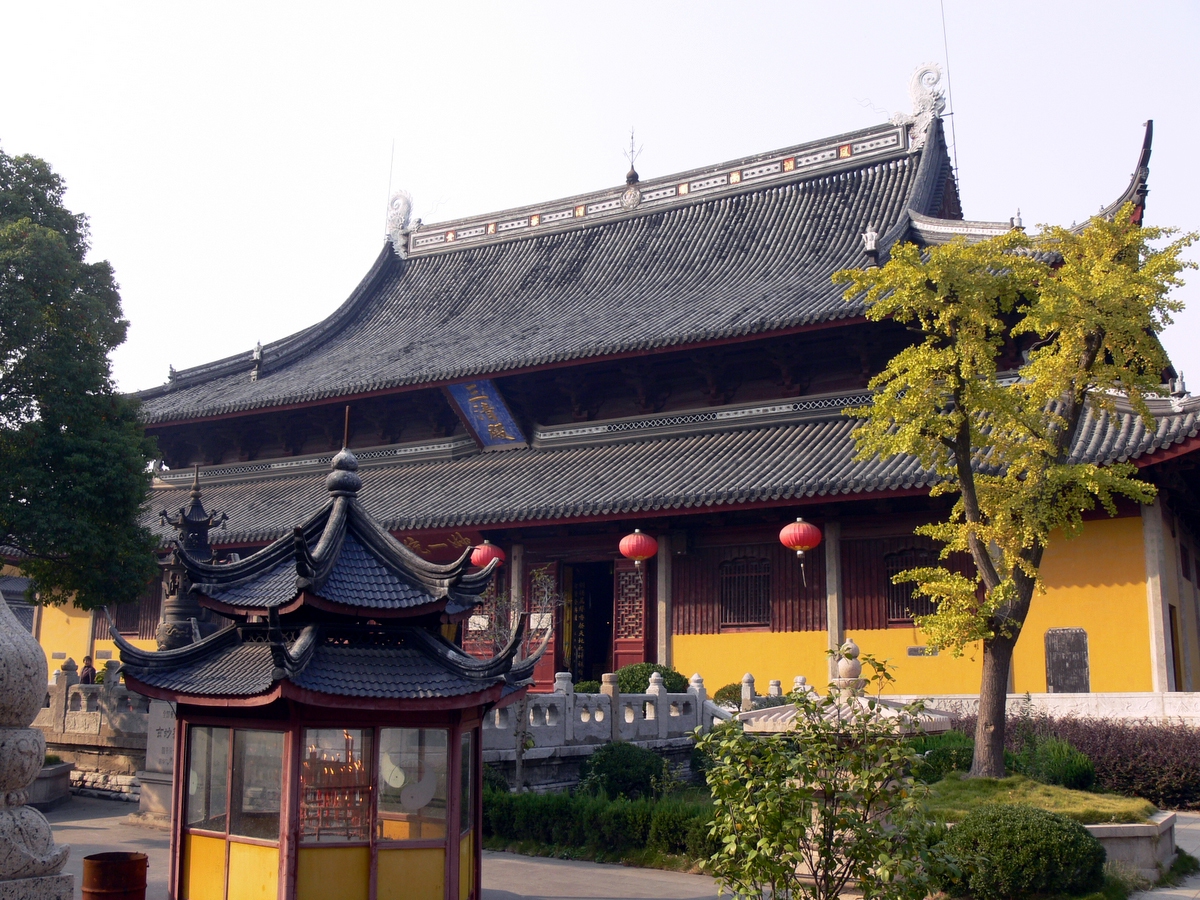
Sala della Trinità, Tempio Xuanmiao di Suzhou.

La Sala della Trinità del Tempio Xuanmiao, edificio situato nel cuore della città di Suzhou nonché vero e proprio cuore pulsante della vita cittadina locale, è un altro esempio d'architettura Song, realizzato per ordine dell'imperatore Song Xiaozong (r. 1162–1189). Nel 1982, il governo cinese lo ha dichiarato patrimonio nazionale.
Il 景灵宫S, Jingling GongP, lett. "Palazzo Jingling", un tempio dedicato al leggendario Imperatore Giallo situato nei pressi dell'odierna Qufu, fu costruito nell'XI secolo. Successivamente venne distrutto verso la fine della dinastia Yuan. Tuttavia, diverse altre strutture a Shou Qiu, il complesso in cui era situato il Palazzo Jingling, rimangono intatte. Due stele giganti a forma di tartaruga fiancheggiano quello che era l'ingresso del palazzo. Una delle due stele, la Stele del Dolore dei 10.000, si trova a 52 metri (171 ft) di altezza, la stele non contrassegnata più alta del paese. Una grande piramide costruita con blocchi di pietra arrotondati, la tomba simbolica del figlio dell'Imperatore Giallo, Shaohao, si trova all'esterno del complesso di Shou Qiu. Un'altra importante stele raffigurante una tartaruga, risalente allo stesso periodo, è stata conservata presso il Dai Miao del Monte Tai.

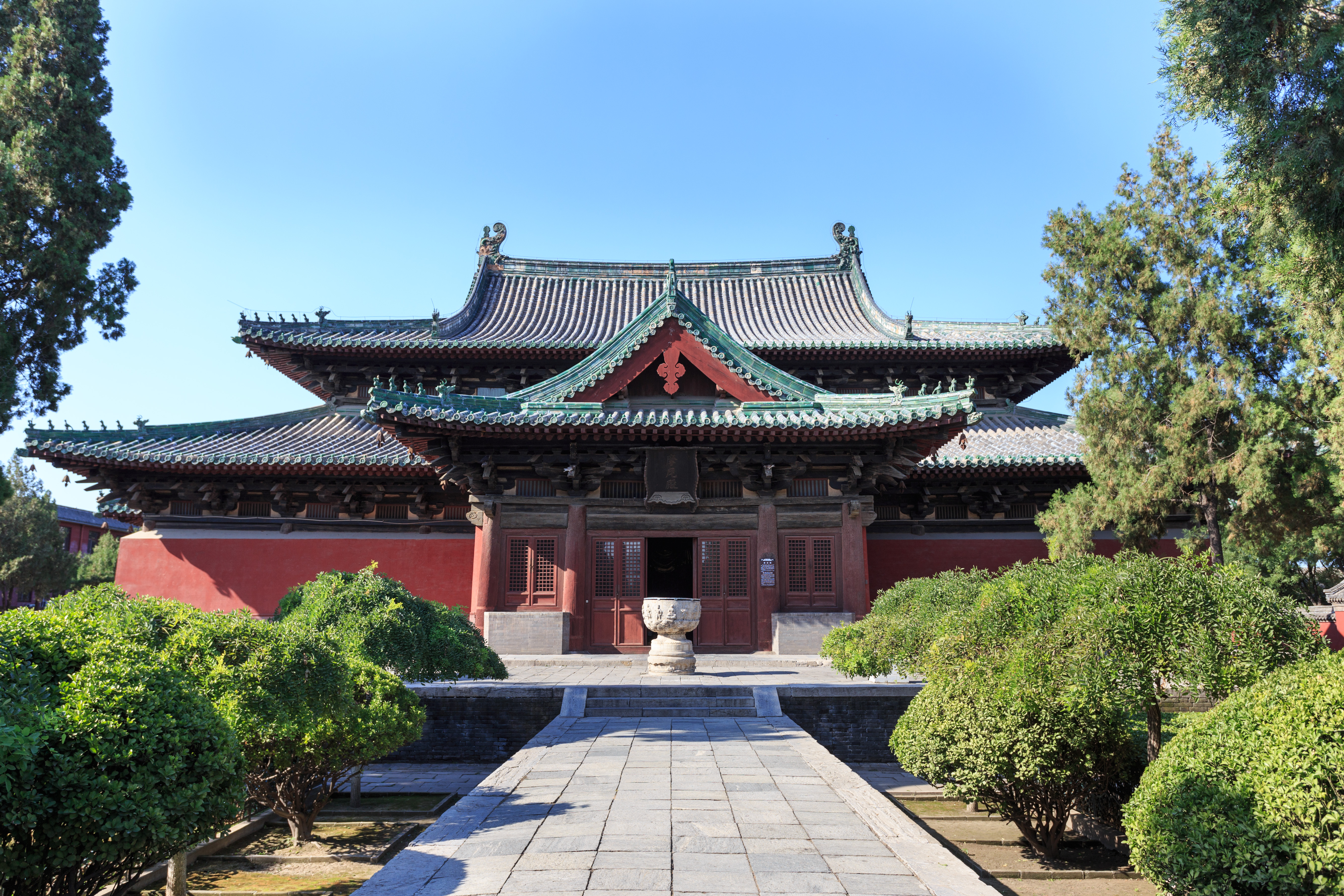
Tempio Longxing di Zhengding.

Il 隆興寺T, 隆兴寺S, Lóngxīng SìP, lett. "Tempio Longxing" di Zhengding, nel Hebei, con la sua rigorosa simmetria rispetto all'asse cardinale, è invece il miglior esempio preservatosi di tempio/monastero buddista d'epoca Song, laddove invece il tempio buddista più importante dell'epoca Song fu il 大相國寺T, 大相国寺S, lett. "Tempio Daxiangguo" a Bianjing/Kaifeng. Non mancarono poi interventi Song o comunque in stile architettonico Song nelle celebri 莫高窟S, Mògāo KūP, lett. "Grotte di Mogao", nel Gansu.
In questo generale contesto di patrocinio all'architettura religiosa, non era raro, nella Cina Song, che famiglie aristocratiche o comunque ricche patrocinassero a loro volta l'erigenda di grandi complessi templari, solitamente devolvendo una loro proprietà in favore d'una qualche specifica setta buddista. Spesso, il terreno devoluto era già edificato e le preesistenti strutture venivano rapidamente riadattate alla nuova destinazione religiosa. La famiglia Fei (費) di Jinze, situata appena a ovest di Shanghai, ad esempio, trasformò una sua villa in una sala per la recitazione di sutra buddisti e in seguito patrocinò l'erigenda di diversi altri edifici religiosi attorno alla sala. Ciò diede il via a un boom nella costruzione di templi nella zona, facendo sì che Jinze diventasse un importante centro della setta buddista del Loto Bianco, che a sua volta stimolò la costruzione di altri templi e portò la città a diventare un luogo di rilievo all'interno della dinastia Song. La vicina città di Nanxiang acquisì importanza subito dopo la caduta della dinastia Song, in gran parte grazie alla costruzione di templi e altri edifici religiosi, che si estendevano sull'intero impero Song.

## Giardini

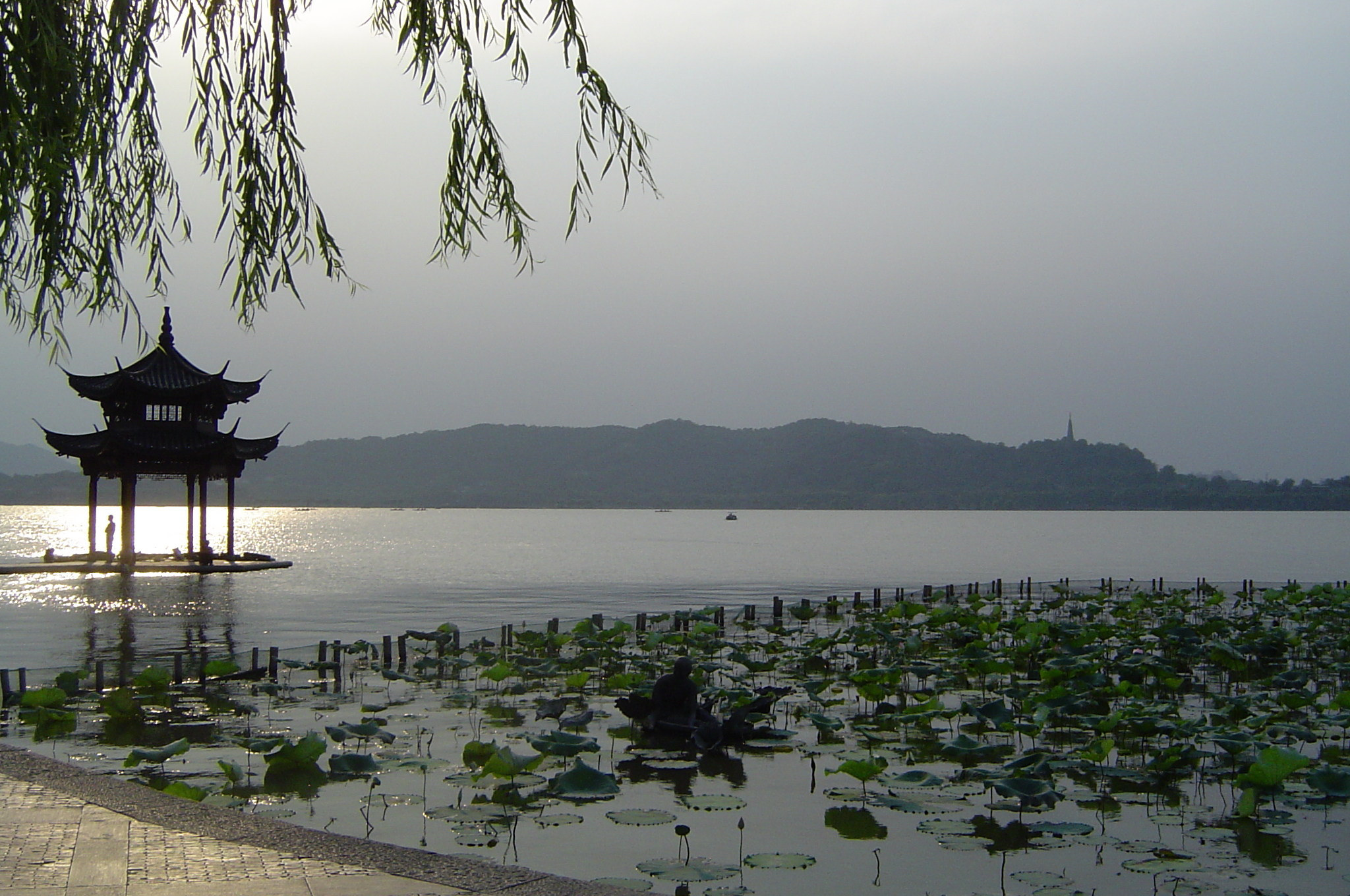
il Lago dell'ovest a Hangzhou.

Elemento caratteristico dell'architettura del paesaggio del Celeste Impero, il giardino cinese (中國園林T, 中国园林S, Zhōngguó yuánlínP), presente sin dal principio, entrò di prepotenza nella produzione architettonica Song grazie al sopracitato imperatore Song Huizong (r. 1100–1126) che integrò gli elementi del c.d. "giardino degli studiosi" nel suo grande giardino imperiale. La sua prima creazione fi il cosiddetto Bacino della Chiarezza d'Oro a Bianjing/Kaifeng: un lago artificiale circondato da terrazze e padiglioni. Nel 1117 seguì un nuovo giardino, terminato nel 1122, ricco di piante esotiche e pittoresche rocce importate da tutto l'impero, in particolare le rocce pregiate del Tai Hu, alcune così grandi che per permetterne il trasporto sul Gran Canale si dovettero distruggere dei ponti, con al centro una montagna artificiale d'un centinaio di metri, con scogliere e anfratti, chiamata GenyueP, lett. "Montagna della Stabilità". Questa meraviglia fu però distrutta durante il sacco Jurchen di Bianjing del 1127. Nella capitale dei Song Meridionali, Lin'an/Hangzhou, si costruirono di più di una cinquantina di giardini, sulle rive del Lago dell'ovest.

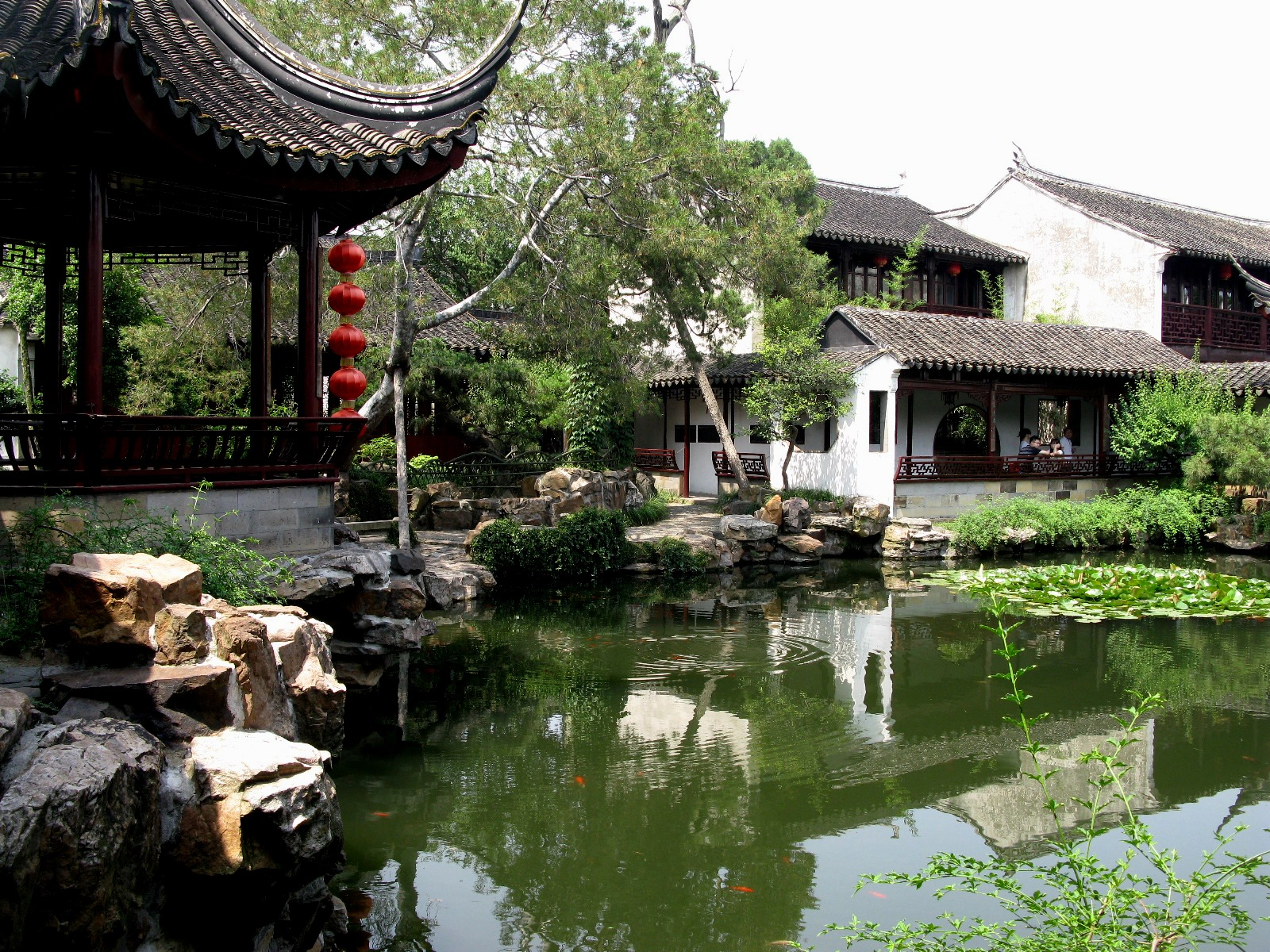
Il Giardino del Maestro delle Reti a Suzhou.

Certamente i giardini imperiali della capitale erano i più noti e celebrati dell'Impero ma innumerevoli giardini minori, altrettanto suggestivi, sorsero nelle grandi città cinesi sotto il patrocinio d'importanti nobili e funzionari di Corte:
- a Luoyang, nel Henan, si ricordano: il Giardino del Monastero dei Governanti Celesti, conosciuto per le sue peonie, che attiravano tutta la popolazione al momento della loro fioritura; il Giardino delle molteplici Primavere, apprezzato per la sua vista sulle montagne; il celebre Dule YuanP, lett. "Giardino della Gioia Solitaria", del poeta e storico Sima Guang (1021–1086), esteso per 8 mu (circa 1,5 ettari), aveva al centro il "Padiglione dello Studio", una biblioteca di cinquemila volumi ad accesso pubblico, a nord un lago artificiale con una piccola isola e un pittoresco villaggio di capanne di pescatori, a est un orto d'erbe medicinali e ad ovest una montagna artificiale con un Belvedere alla sommità sui quartieri circostanti;[115]
- altra città famosa per i suoi giardini era Pingjiang (l'odierna Suzhou, nel Jiangsu), dove molti studiosi, funzionari e mercanti costruirono residenze con giardino. Alcuni di questi giardini esistono ancora oggi, anche se per la maggior parte alterati nel corso dei secoli. Il più antico dei giardini classici di Suzhou (patrimonio dell'umanità UNESCO dal 1997)[116] ancora esistente è il Cāng Làng TíngP, lett. "Padiglione delle Onde che irrompono", costruito nel 1044 dal poeta Su Shunqing come un padiglione di osservazione sulla collina, modificato nel corso dei secoli con l'aggiunta di altri padiglioni ma ancora fedele all'essenziale planimetria originaria. Un altro giardino sopravvissuto della dinastia Song è il Wǎngshī YuánP, lett. "Giardino del Maestro delle Reti" di Suzhou, creato nel 1141 da Shi Zhengzhi, Vice Ministro del governo dei Song meridionali. Possedeva una biblioteca, la "Sala dei Diecimila volumi" e un giardino adiacente chiamato "Ritiro dei Pescatori". Ampiamente rimaneggiato tra il 1736 e il 1796, rimane tuttavia uno dei migliori esempi di giardino degli studiosi della dinastia Song.[117]
- nella città di Wuxi, sempre nel Jiangsu, sul bordo del Tai Hu e ai piedi di due montagne, sorgevano trentaquattro giardini, in epoca Song, come registrato dallo storico Zhou Mi (1232–1308). I due più famosi giardini erano il Bei YuánP, lett. "Giardino del Nord" e il Nan YuánP, lett. "Giardino del Sud", entrambi appartenenti a Shen Dehe, Gran ministro all'Imperatore Song Gaozong (r. 1131–1162). Il primo era un classico giardino con laghetti affacciato sulle montagne (Shanshui); aveva un lago con un'isola dell'Immortalità (zh. Penglai daoP), sulla quale spuntavano tre grandi macigni portati dal Tai hu. Il Giardino del Sud era un giardino acquatico, con cinque grandi laghi artificiali collegati al Tai hu e una terrazza con una splendida vista sul lago e le montagne.[118]

## Manuali d'architettura Song
Come anticipato, rimarchevole, in epoca Song, fu la sistematica catalogazione, oltreché copia, della produzione manualistica d'argomento architettonico: es. il Yili Shigong del 1193. Una delle opere maggiormente definitive sull'architettura fu il Mu JingP, lett. "Manuale di lavorazione del legno", attribuito al già citato Yu Hao, costruttore dell'originaria pagoda poi ricostruita come "Pagoda di ferro", e scritto tra il 965 e il 995. In quel tempo, i libri d'architettura erano ancora considerati un prodotto accademico di basso livello in ragione del basso status dell'arte, quindi il Mu Jing non fu nemmeno registrato nella bibliografia ufficiale della corte (v.si Libro dei Song). Sebbene il Mu Jing sia andato perduto, lo statista e uomo universale Shen Kuo (1031–1095) scrisse ampiamente del lavoro di Yu nei suoi 夢溪筆談T, 梦溪笔谈S, Mèng Xī BǐtánP, lett. "Saggi dello stagno sognante" del 1088, lodandolo come un'opera di genio architettonico, inarrivabile per i contemporanei. Shen Kuo individuò, tra gli altri passaggi, il consiglio di Yu Hao ad un altro artigiano-architetto di come inclinare i puntoni per rinforzare la pagoda contro il vento, e la successiva descrizione delle tre sezioni d'un edificio (l'area sopra le travi trasversali, l'area fuori terra e le fondamenta) con i rapporti proporzionali e le tecniche di costruzione d'ogni sezione.
Diversi anni dopo fu pubblicato lo Yingzao Fashi, opera non innovativa (preceduta per esempio dal Yingshan LingP, lett. "Legge nazionale sull'edilizia" dei Tang) ma pervenutaci per intero.

### Yingzao Fashi
營造法式T, 营造法式S, Yíng Zào Fǎ ShìP, lett. "Trattato sui metodi architettonici o norme edilizie statali", è un trattato tecnico di architettura e artigianato scritto dall'ufficio governativo Song noto come Direzione degli edifici e delle costruzioni. Fu completato nel 1100 e presentato all'imperatore Song Zhezong nel suo ultimo anno di regno. Il suo successore, Song Huizong, fece pubblicare ufficialmente il trattato tre anni dopo, nel 1103, a beneficio dei capimastri, degli architetti e degli artigiani letterati. Lo scopo del libro era fornire norme standard non solo alle agenzie governative d'ingegneria ma anche alle numerose officine e famiglie di artigiani sparse in tutta la Cina che avrebbero potuto avvantaggiarsi dall'uso di un manuale governativo ben scritto sulle pratiche edilizie. L'autore dell'opera, Li Jie (1065–1110), attinse a piene mani dal sapere già messo per iscritto dal predetto Yu Hao.
Yingzao Fashi includeva codici e regolamenti edilizi, informazioni contabili, descrizioni di materiali da costruzione e classificazione dei mestieri, oltre a illustrazioni dettagliate e vivide di componenti architettonici e sezioni trasversali d'edifici. Nei suoi 34 capitoli, il libro delineava le unità di misura, e la costruzione di fossati, fortificazioni, lavori in pietra e in legno. Per quest'ultimo, comprendeva specifiche per la realizzazione di unità di staffaggio con bracci inclinati e giunti per colonne e travi. Forniva inoltre specifiche per l'intaglio del legno, la perforazione, la segatura, la lavorazione del bambù, la piastrellatura, la costruzione delle mura cittadine e la decorazione. Il libro conteneva ricette per pitture decorative, smalti e rivestimenti, elencando anche le proporzioni per la miscelazione delle malte da utilizzarsi nella muratura, nella lavorazione dei mattoni, e nella fabbricazione delle piastrelle smaltate, illustrando pratiche e standard con disegni. Descriveva la carpenteria strutturale in modo molto dettagliato, fornendo misure dimensionali standard per tutti i componenti utilizzati. Sviluppò uno standard di otto gradi per il dimensionamento degli elementi in legno, noto come sistema di unità cai-fen, che poteva essere applicato universalmente negli edifici. Circa l'8% del libro deriva da materiale scritto preesistente sull'architettura, pertanto la maggior parte dell'opera documenta le tradizioni ereditate di artigiani e architetti, come anticipato già raccolte da Yu Hao ma non pervenutevi in un'opera a lui ascrivibile. Lo Yingzao Fashi forniva inoltre un glossario completo di termini tecnici che includeva formule matematiche, proporzioni e tecniche di costruzione e discuteva le implicazioni della topografia locale per la costruzione in un sito particolare. In ultimo, l'opera stimava i costi per l'assunzione di lavoratori di diversa qualificazione provenienti da vari mestieri, sulla base del lavoro giornaliero, ed il prezzo dei materiali in base alla stagione in cui sarebbero stati impiegati.

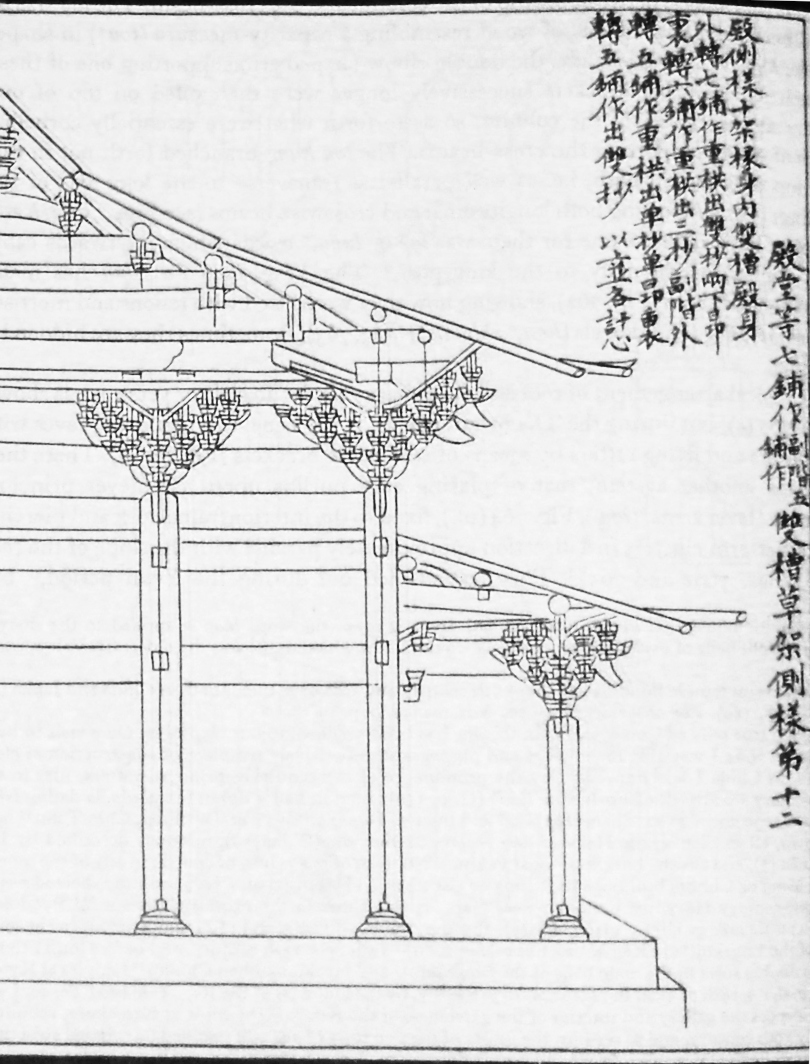
Schema delle mensole della sezione trasversale di una sala - ill. in Yingzao Fashi.
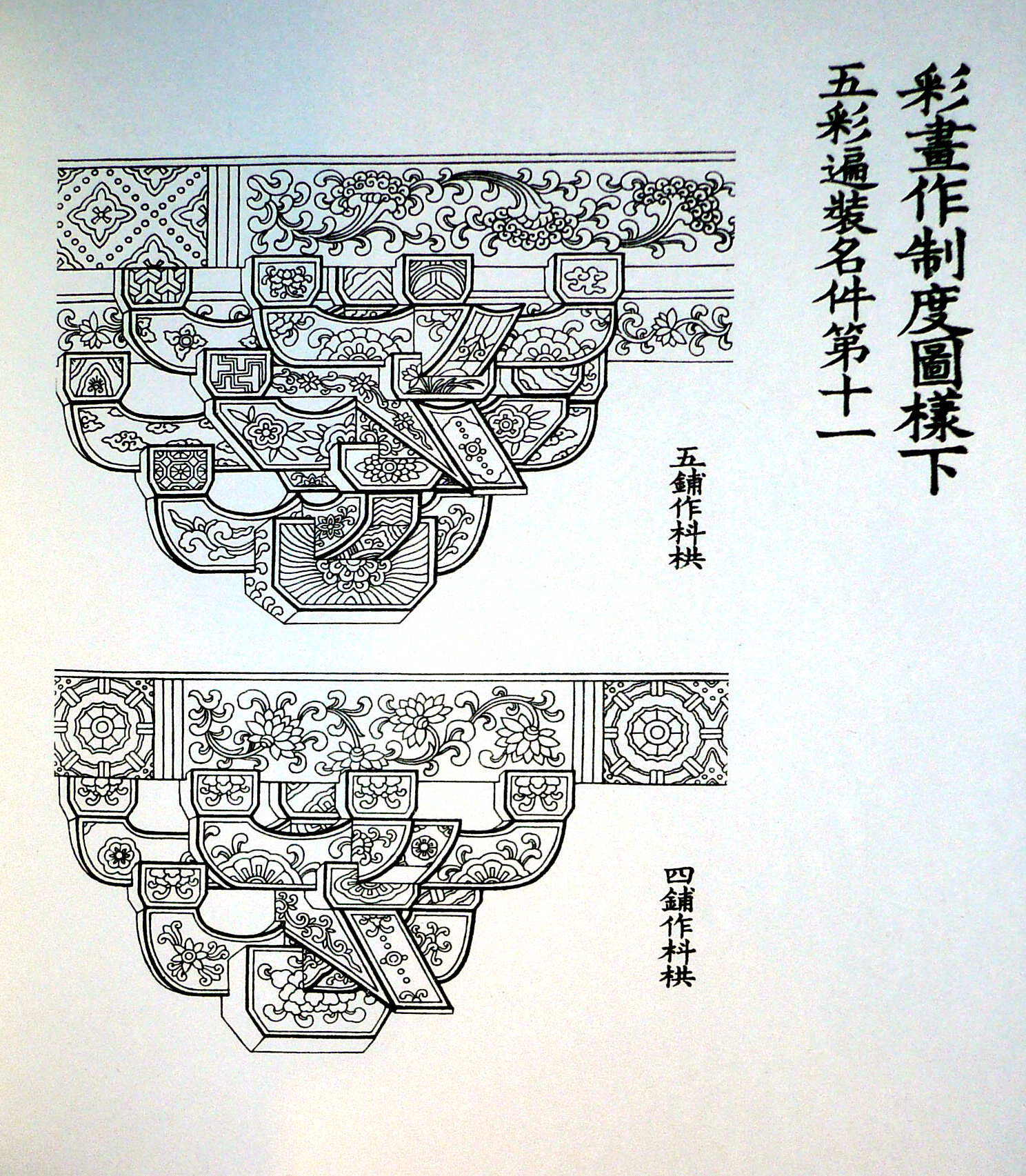
Wucai Caihua (lett. "Cinque Disegni Colorati") - ill. in Yingzao Fashi.
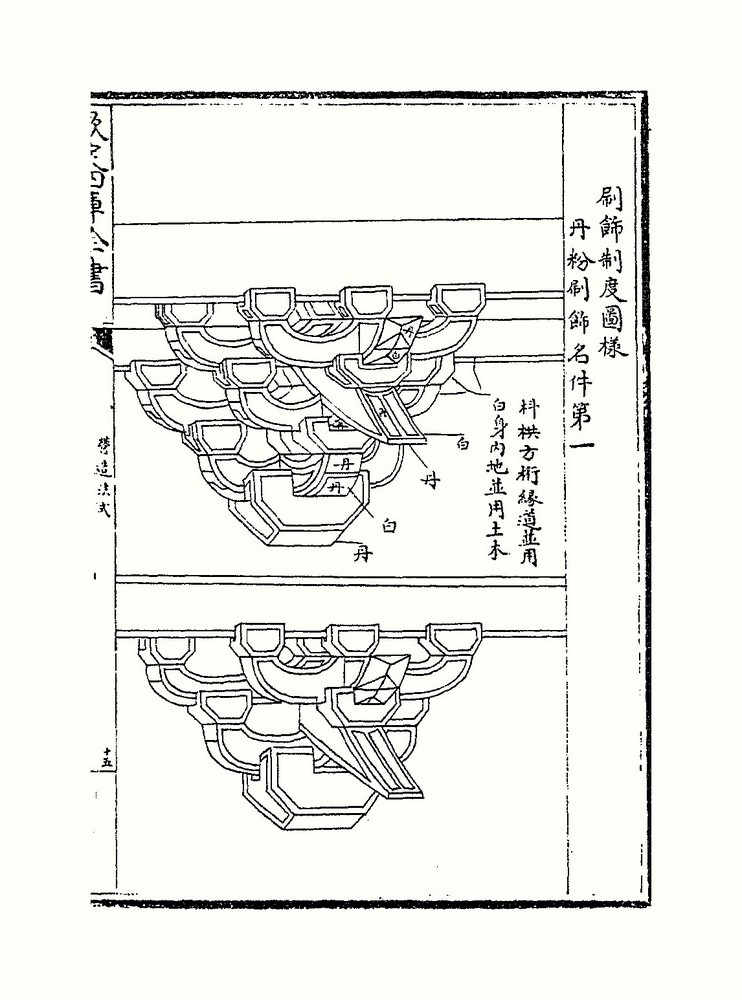
Danfen Caihua (lett. "Rosso e bianco") - ill. in Yingzao Fashi.

## L'architettura come soggetto nell'arte Song

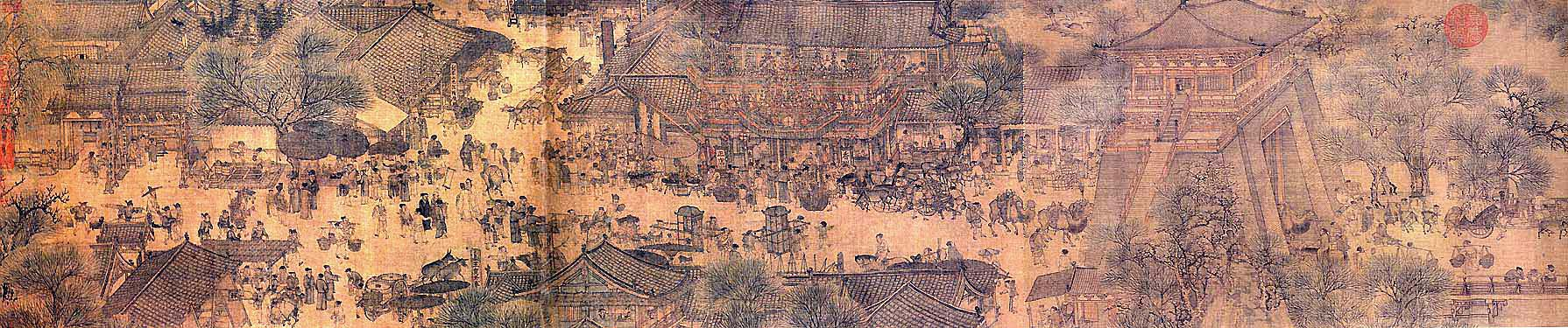
L'ampio scorcio urbano del Lungo il fiume durante il Festival Qingming di Zhang Zeduan (Museo del Palazzo di Pechino).

Oltre agli edifici superstiti ed alla letteratura tecnica dei manuali appena analizzati, è la stessa arte Song ad averci lasciato testimonianza di paesaggi urbani o singoli/gruppi d'edifici, fornendo prezioso materiale iconografico agli studiosi moderni per la ricostruzione dell'architettura Song nelle sue varie sfaccettature. Artisti della dinastia Song come Li Cheng (919–967), Guo Zhongshu (929–977), Fan Kuan (ca. 960–1030), Guo Xi (ca. 1020–1090), il già citato Zhang Zeduan (1085–1145), Zhao Boju (1120–1182), Li Song (1190-1264), Xia Gui (1195–1224), Ma Lin e lo stesso imperatore-artista Song Huizong (r. 1100–1126), dipinsero edifici e grandi paesaggi urbani con ponti ad arco, sale e padiglioni, torri/pagoda e distinte sezioni di mura. Il predetto funzionario-letterato Song Shen Kuo era noto per le sue critiche all'introduzione dell'elemento architettonico nell'opera d'arte poiché riteneva più importante, per un artista, catturare la visione olistica di un paesaggio piuttosto che concentrarsi sugli angoli e gli spigoli degli edifici: ad esempio, Shen criticò il celebre Tempio solitario nel mezzo dei picchi che si schiariscono di Li Cheng per non aver rispettato il principio di «vedere il piccolo dal punto di vista del grande» nel ritrarre gli edifici.

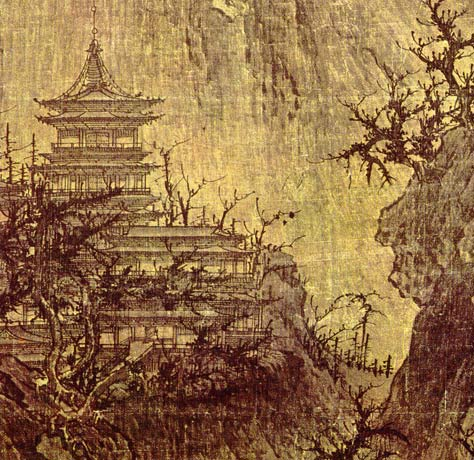
DETTAGLIO dal Tempio solitario nel mezzo dei picchi che si schiariscono di Li Cheng.
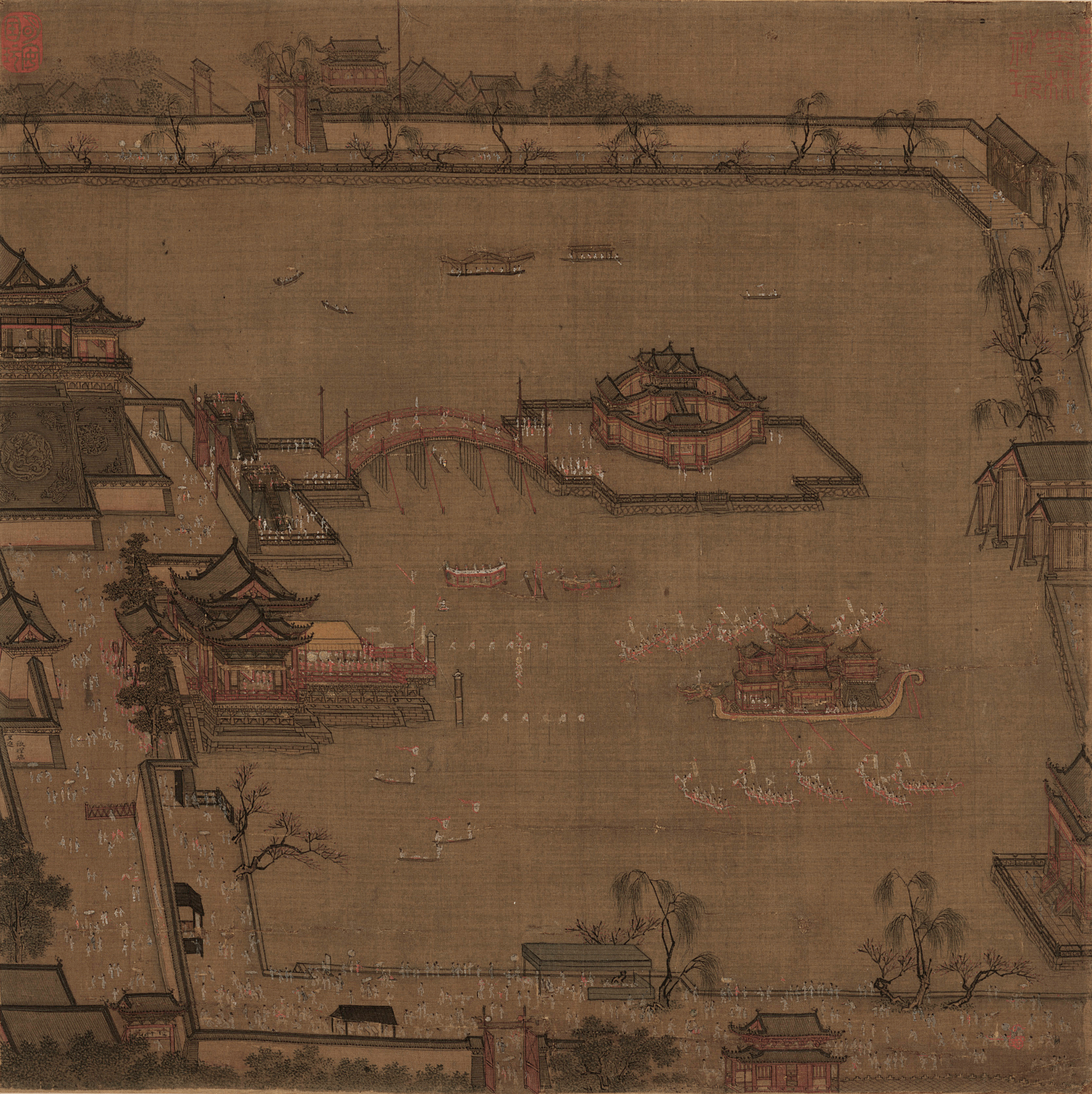
Giochi nello stagno di Jinming, dipinto di Zhang Zeduan d'una parte di Biajing/Kaipfeng.
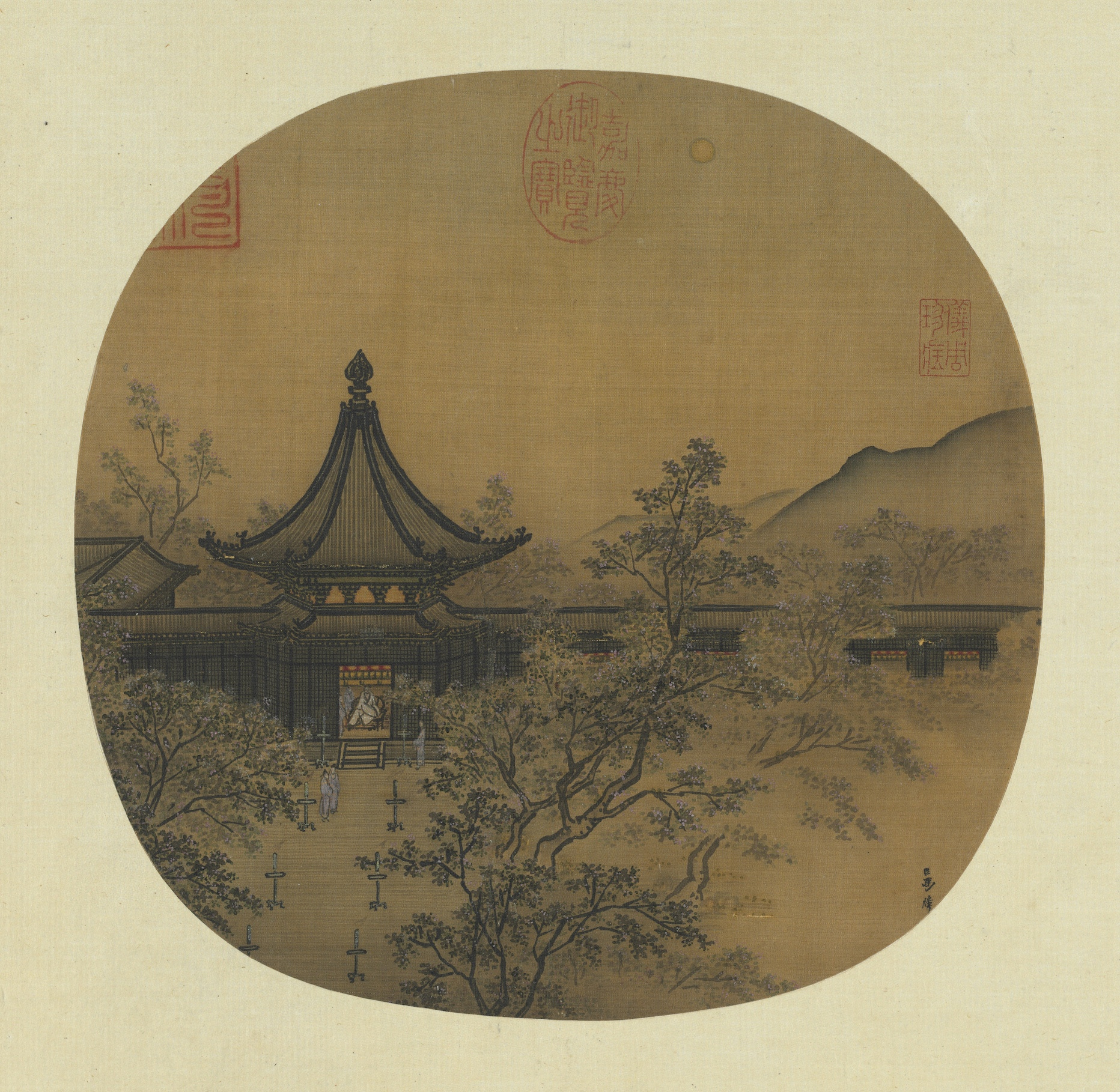
L'attesa degli ospiti, dipinto di Ma Lin, c. 1250.
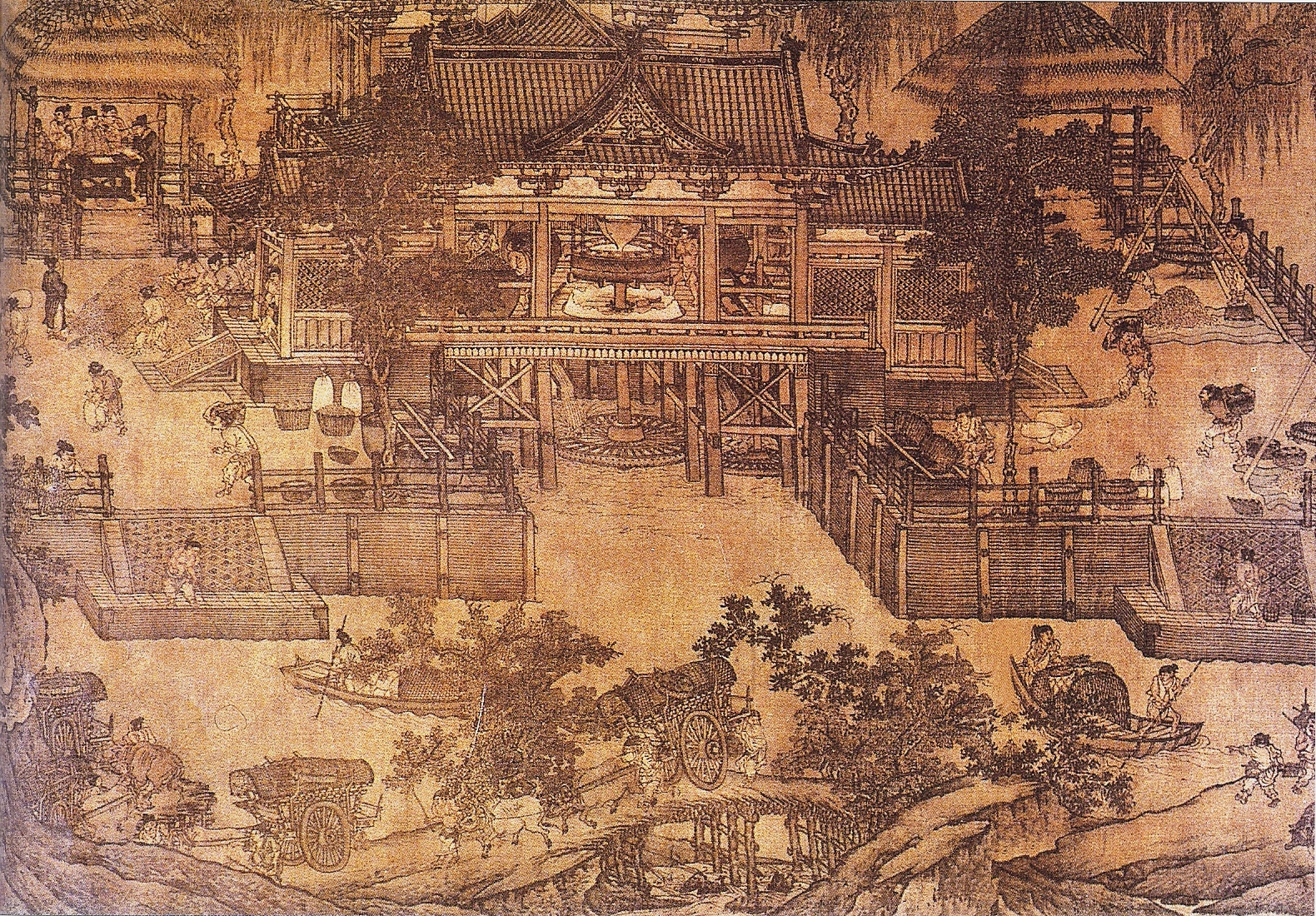
Mulino ad energia idraulica, dipinto di Guo Zhongshu.
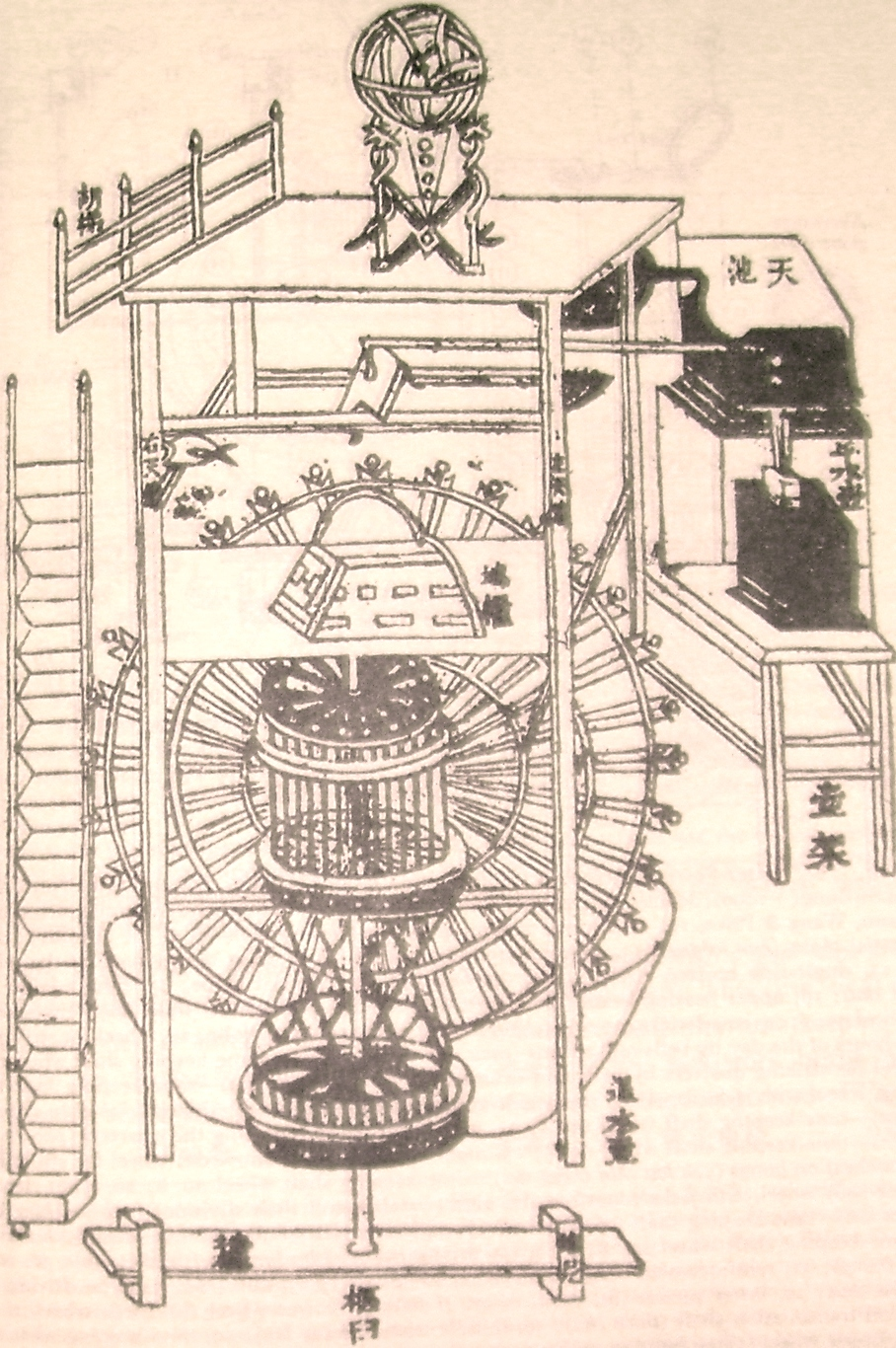
Sezione della torre dell'orologio di Su Song, 1092
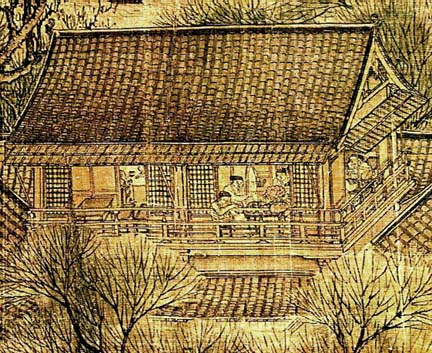
Sala da tè, DETTAGLIO dal Lungo il fiume durante il Festival Qingming di Zhang Zeduan.

### Esplicative
1. ↑  La presenza di scambi tecnici in ambito architettonico tra la dinastia Liao ed i Song sono ben documentati, tanto che la capitale Liao di Zhongjing è stata anche indicata come la copia ingrandita della capitale Song di Bianjing/Kaifeng - Steinhardt 1999, p. 127.
2. ↑  Già la prima capitale della dinastia Jīn sarebbe stata costruita quale copia, in scala ridotta, della capitale Song di Bianjing/Kaifeng - Steinhardt 1999, p. 129.
3. ↑  Le medesime proporzioni si riscontrano oggi, a titolo di esempio, nella Sala della Suprema Armonia della Città Proibita di Pechino -  The Palace Museum, Yin, Yang and the Five Elements in the Forbidden City, su dpm.org.cn. URL consultato il 5 luglio 2007.

### Bibliografiche
1. 1 2  (ZH) Song Da, 杭州六和塔 [La pagoda delle Sei Armonie di Hangzhou], 浙江学刊, 1993,  p. 2.
2. 1 2 3 4 5 6  Guo 2016, p. 136.
3. 1 2 3 4  Cotterell 2007, p. 20.
4. 1 2 3 4 5 6 7  Ebrey, Walthall e Palais 2006, p. 165.
5. ↑  Needham 1986, pp. 151-153.
6. 1 2 3 4 5 6 7 8  Needham 1986, p. 84.
7. 1 2 3 4  Steinhardt 1993, p. 375.
8. 1 2  Steinhardt 1993, p. 376.
9. 1 2 3 4 5 6  Needham 1986, p. 153.
10. 1 2  Needham 1986, p. 81.
11. 1 2 3  Needham 1986, p. 115.
12. ↑  Ebrey, Walthall e Palais 2006, p. 156.
13. ↑   John Durand, The Population Statistics of China, A.D. 2-1953, in Population Studies, vol. 3, 1960, DOI:10.2307/2172247.
14. ↑  Ebrey Walthall Palais, 2006, p. 154.
15. 1 2  (EN) Li Kangying, The Ming Maritime Trade Policy in Transition, 1368 to 1567, Otto Harrassowitz, 2010.
16. ↑  Ebrey, Walthall e Palais 2006, p. 239.
17. ↑  Ebrey, Walthall e Palais 2006, p. 235.
18. 1 2  Ebrey, Walthall e Palais 2006, p. 236.
19. ↑  Ebrey, Walthall e Palais 2006, p. 240.
20. ↑  Ebrey, Walthall e Palais 2006, p. 248.
21. ↑  Ebrey, Walthall e Palais 2006, pp. 81-83.
22. 1 2 3 4 5 6  Guo 1998, p. 1.
23. ↑  Nuttgens 2001, p. 58.
24. 1 2  Yanxin 2011, pp. 80-81.
25. 1 2 3 4 5  Liang 1984, pp. 210-221.
26. 1 2  (EN) Nancy Shatzman Steinhardt, Liao Architecture, Honolulu, University of Hawaii Press, 1997.
27. ↑  (EN) Fu Xinian, The problem of pillar displacement with respect to the characteristics of the Song construction, in Xinian 2017, pp. 253-272.
28. ↑  (ZH) Liang Sicheng, 第六章：五代·宋·辽·金之实物：华严寺薄伽教藏及海会殿 [Cap. 6: Oggetti reali delle Cinque dinastie e delle dinastie Song, Liao e Jīn: la biblioteca di testi buddisti e la Sala Haihui nel Tempio Huayan], in 中国建筑史 [Storia dell'architettura cinese], Tianjin, Baihua Literature and Art Publishing House, 2005, ISBN 7-5306-4168-9.
29. 1 2 3  Guo 2016, p. 146.
30. 1 2  (EN) Fu Xinian, Northern Song architecture in the painting "A thousand Li of rivers and mountains" by Wang Ximeng, in Xinian 2017, pp. 296-314.
31. 1 2  Sullivan 1984, pp. 152 e s.
32. ↑  (EN) Fu Xinian, Song architecture in South China and its relation to Japanese Great Buddha-style architecture of the Kamakura Period, in Xinian 2017, pp. 273-295.
33. ↑  (EN) Nancy Shatzman Steinhardt, Yuan: Chinese Architecture in a Mongol Empire, princeton University Press, 2023.
34. ↑  Jing 2020, pp. 109 e ss.
35. 1 2 3 4 5  Ebrey, Walthall e Palais 2006, p. 167.
36. 1 2 3 4  Steinhardt 1999, p. 138.
37. ↑  (EN) John Bowman, China, in Columbia Chronologies of Asian History and Culture, Columbia University Press, 2000,  p. 32, ISBN 9780231500043.
38. ↑  Jing 2020, pp. 41 e ss.
39. ↑  Yanxin 2011, pp. 9-10.
40. 1 2  Ebrey, Walthall e Palais 2006, p. 157.
41. ↑  Ebrey, Walthall e Palais 2006, p. 158.
42. ↑  (EN) Donald B. Wagner, The Administration of the Iron Industry in Eleventh-Century China, in Journal of the Economic and Social History of the Orient, vol. 44, 2001,  pp. 175-197, DOI:10.1163/156852001753731033.
43. ↑  Jing 2020, p. 83.
44. ↑  Jing 2020, pp. 145 e ss.
45. ↑  Jing 2020, pp. 83 e ss.
46. ↑  Needham 1986, pp. 35-36.
47. ↑  Steinhardt 1999, pp. IX–XI, 1–6, 36.
48. ↑  Yanxin 2011, pp. 25-26.
49. ↑  Yanxin 2011, p. 12.
50. ↑  (ZH) 考工记 匠人营国,  p. 80, ISBN 7-80603-695-4.
51. ↑  Steinhardt 1999, pp. 139-141.
52. ↑  Steinhardt 1999, p. 137.
53. ↑  Meng 2007, p. 19.
54. 1 2  Libro dei Song.
55. ↑  (EN) Bruce Doar, International Conference on Qingming Shanghe Tu and Song Dynasty Genre Paintings, Beijing, 10–12 October 2005., in China Heritage Newsletter, China Heritage Project, vol. 4, dicembre 2005.
56. ↑  Yingzao Fashi, p. 146.
57. ↑  Meng 2007, p. 40.
58. ↑  Steinhardt 1999, p. 141.
59. ↑  Meng 2007, pp. 78-80.
60. ↑  Meng 2007, p. 78.
61. 1 2  Cotterell 2007, pp. 179-196.
62. 1 2  (EN) Hongxun Yang e Huimin Wang, The classical gardens of China: history and design techniques, Van Nostrand Reinhold Co., 1982,  p. 111, ISBN 0-442-23209-8.
63. 1 2  Steinhardt 1999, p. 144.
64. ↑  Jing 2020, p. 4.
65. ↑  Cotterell 2007, pp. 159-178.
66. ↑  (EN) Buildings and Structures in Kaifeng: Iron Pagoda, Dragon Pavilion, Daxiangguo Temple, Kaifeng Tv Tower, General Books LLC, 2010, ISBN 9781158349616.
67. ↑  Guo 2016, p. 148.
68. ↑  Nuttgens 2001, p. 63.
69. 1 2  Guo 2016, p. 147.
70. ↑  Jing 2020, pp. 175-176.
71. ↑  (EN) Matthew Kohrman, Technology and Gender: Fabrics of Power in Late Imperial China, in American Anthropologist, vol. 100, n. 1, marzo 1998,  pp. 60, 71, 73, 76-78, 88-89, DOI:10.1525/aa.1998.100.1.236.1, ISSN 0002-7294 (WC · ACNP).
72. 1 2 3  Guo 2016, p. 163.
73. 1 2  (FR) Michel Baridon, Les Jardins- Paysagistes, Jardiniers, Poetes, Parigi, Robert Lafont, 1998,  p. 352, ISBN 2-221-06707-X.
74. ↑  Steinhardt 2016, cap. 10.
75. ↑  (EN) Jacques Gernet, Daily Life in China, on the Eve of the Mongol Invasion, 1250–1276, Stanford University Press, 1962,  p. 25, ISBN 978-0-8047-0720-6.
76. 1 2  (ZH) 古月桥 [Ponte di Guyue (Sito turistico nel Jinhua)], su trip.ungou.com. URL consultato il 2 gennaio 2010 (archiviato dall'url originale il 23 maggio 2008).
77. ↑  Knapp 2012, pp. 10 e s.
78. ↑  Needham 1986, p. 150.
79. ↑  Knapp 2012, pp. 204-207.
80. 1 2  Knapp 2012, pp. 46, 84 e 117-121.
81. ↑  (EN) Luoyang Bridge, su chinaculture.org, 6 febbraio 2010 (archiviato dall'url originale il 6 febbraio 2010).
82. ↑  Knapp 2012, pp. 78-81 e 240-241.
83. ↑  Knapp 2012, pp. 27-29 e 212-217.
84. ↑  (EN) C.M. Wang e B.T. Wang, Large Floating Structures: Technological Advances, Springer, 2014,  pp. 16–17, ISBN 9789812871374.
85. ↑  Knapp 2012, p. 30.
86. 1 2 3  Steinhardt 1993, p. 374.
87. ↑  (EN) M. Hoover, The Art of Early China and Korea, su alamo.edu, 2006.
88. ↑  Needham 1986, p. 128.
89. ↑   S. Vita, PAGODA, in Enciclopedia dell’Arte Antica, vol. 5, Roma, Istituto dell'Enciclopedia Italiana, 1996,  p. 841. URL consultato il 5 settembre 2014.
90. ↑  (EN) pp. 86-89 Fu Xinian, The Three Kingdoms, Western and Eastern Jin, and Northern and Southern Dynasties, in Steinhardt 2016, pp. 61-90, 2016.
91. 1 2  (EN) pp. 122-123 Fu Xinian, The Sui, Tang, and Five Dynasties, in Steinhardt 2016, pp. 91-134, 2016.
92. ↑  Ebrey, Walthall e Palais 2006, p. 168.
93. ↑  Yanxin 2011, p. 88.
94. ↑  Needham 1986, p. 137.
95. ↑  Needham 1986, pp. 81-82.
96. ↑  (EN) Ministero cinese della cultura, Iron Pagoda, su chinaculture.org, 6 agosto 2007 (archiviato dall'url originale il 6 agosto 2007).
97. ↑  Needham 1986, pp. 141-142.
98. ↑  (EN) Iron Pagoda at Yuquan Temple in Dangyang of Hubei Province, su china.org.cn.
99. ↑  Temple 1986, p. 43.
100. ↑  Needham 1986, p. 662.
101. ↑  Steinhardt 1997, p. 100.
102. ↑  (EN) Liaodi Pagoda at Kaiyuan Temple in Dingzhou of Hebei Province, su china.org.cn.
103. ↑  (EN) Gao Cheng, su theantiquariansociety.com (archiviato dall'url originale il 10 ottobre 2007).
104. ↑  Jing 2020, pp. 121 e ss.
105. ↑  (EN) Liang Ssu-Cheng, Chinese Architecture Monumental Timber-Frame Buildings, ISBN 0-486-43999-2.
106. ↑  (ZH) 国务院关于公布第一批全国重点文物保护单位名单的通知 (1st Batch), su sach.gov.cn, Consiglio di stato della Cina, 3 aprile 1961 (archiviato dall'url originale il 26 aprile 2014).
107. ↑  Jing 2020, p. 124.
108. ↑  (ZH) 国务院核准恢复苏州太平天国忠王府为全国重点文物保护单位 (Relist Loyal King's Residence) [collegamento interrotto], su archive.today, Consiglio di stato della Cina, 16 ottobre 1981. URL consultato il 12 aprile 2012.
109. 1 2  (EN) Pauline Loh, Sons of the Yellow Emperor, su chinadaily.com.cn. URL consultato il 15 ottobre 2011.
110. ↑  (EN) Ancient Tombs and Mausoleums : Imperial Tombs and Mausoleums, su china.org.cn. URL consultato il 15 ottobre2011.
111. ↑  Steinhardt 2023, pp. 96-97.
112. ↑  Yanxin 2011, p. 77.
113. ↑  Yanxin 2011, p. 85.
114. ↑  (EN) Richard von Glahn, The Song-Yuan-Ming Transition in Chinese History, Harvard University Asia Center, Harvard University Press, 2003,  pp. 199-202, ISBN 978-0-674-01096-3.
115. ↑  Chiu 2010, p. 36.
116. ↑  (EN) Classical Gardens of Suzhou, su whc.unesco.org. URL consultato il 27 maggio 2020.
117. ↑  (EN) Feng Chaoxiong, The Classical Gardens of Suzhou, Pechino, New World Press, 2007, ISBN 978-7-80228-508-8.
118. ↑  Chiu 2010, p. 41.
119. ↑  Needham 1986, p. 82.
120. ↑  Needham 1986, pp. 82-84 e 141.
121. ↑  Guo 1998, pp. 1-3.
122. 1 2  Guo 1998, p. 4.
123. ↑  Guo 1998, pp. 4-6.
124. 1 2  Sullivan 1984, p. 144.
125. ↑  Jing 2020, pp. 36 e ss.
126. ↑  Needham 1986, pp. 84-85
127. 1 2 3 4  Needham 1986, p. 85.
128. ↑  Guo 1998, p. 2.
129. 1 2 3  Guo 1998, p. 5.
130. ↑  Guo 1998, p. 6.
131. ↑  Guo 1998, pp. 6-7.

### Fonti
- (ZH) Jie Li, 營造法式T, 营造法式S, Yíng Zào Fǎ ShìP, lett. "Trattato sui metodi architettonici o norme edilizie statali", 1103. Ed.  Li Jie, Architettura cinese. Il trattato di Li Chieh, a cura di Fiorenzo Bertan e Gabriele Foccardi, Torino, UTET, 1998, SBN RAV0307521.
- Marco Polo, Il Milione, 1298. ed.  Marco Polo, Il Milione, a cura di Antonio Lanza, ed. fuori commercio riservata agli abbonati, L'Unità - Editori Riuniti, 1982.
- (ZH) Toqto'a (a cura di), 宋史S, Sòng ShǐP, lett. "Storia di Song" [Storia dei Song], 二十四史S, Èrshísì ShǐP, lett. "Ventiquattro Storie", 1346.

### Studi
- (FR) Che Bing Chiu, Jardins de Chine, ou la quête du paradis, Parigi, Ed. de la Martinière, 2010, ISBN 978-2-7324-4038-5.
- (EN) Arthur Cotterell, The Imperial Capitals of China – An Inside View of the Celestial Empire, Londra, Pimlico, 2007, ISBN 978-1-84595-009-5.
- (EN) Daibeng Guo, The Liao, Song, Xi Xia, and Jin Dinasties, in Steinhardt 2016, pp. 135-198, 2016.
- (EN) Qinghua Guo, Yingzao Fashi: Twelfth-Century Chinese Building Manual, in Architectural History, vol. 41, 1998,  pp. 1–13, DOI:10.2307/1568644, JSTOR 1568644.
- (EN) Xie Jing, Chinese Urbanism: Urban Form And Life In The Tang-song Dynasties, World Scientific Publishing Company, 2020.
- (EN) Liang Sicheng, A Pictorial History of Chinese Architecture: A study of the Development of its Structural System and the Evolution of its Types, a cura di Wilma Fairbank, MIT Press, 1984, ISBN 978-0-262-12103-3.
- (ZH) Yuan Lao Meng, Dongjin Meng Hua Lu (A Reminiscence of the Glory of Bianjin), Vol. 1: The Outer City of East Capital, a cura di Yi Yongwen, Pechino, 中華書局 (Zhonghua Book Company), 2007  [1126-1147], ISBN 978-7-101-04779-0.
- (EN) Joseph Needham, Science and Civilization in China: Volume 4, Physics and Physical Technology, Part 3: Civil Engineering and Nautics, Taipei, Caves Books, 1986.
- Patrick Nuttgens, Puzzle e modelli. La Cina e il Giappone, in Storia dell'architettura, Bruno Mondadori, 2001  [1997],  pp. 56-75, ISBN 88-424-9770-3.
- (EN) Nancy Shatzman Steinhardt, The Tangut Royal Tombs near Yinchuan, in Muqarnas, vol. 10, 1993,  pp. 369–381, JSTOR 1523201.
- (EN) Fu Xinian, Traditional Chinese Architecture: Twelve Essays, a cura di Nancy Shatzman Steinhardt, Princeton University Press, 2017.

### Consultazione
- (EN) Patricia Buckley Ebrey, Anne Walthall e James B. Palais, East Asia: A Cultural, Social, and Political History, Boston, Houghton Mifflin, 2006, ISBN 978-0-618-13384-0.
- Jacques Gernet, La vita quotidiana in Cina alla vigilia dell'invasione mongola, 1250-1276, traduzione di Edoarda Masi, Rizzoli, 1983  [1962], ISBN 978-8817124447.
- (EN) Ronald G. Knapp, Chinese Bridges: Living Architecture From China's Past, Tuttle Publishing, 2012, ISBN 9781462905867.
- (EN) Nancy Shatzman Steinhardt (a cura di), Chinese Architecture, Yale University Press, 2016, ISBN 978-0-300-09559-3.
- (EN) Nancy Shatzman Steinhardt, 7. From Bianliang to Dadu, in Chinese Imperial Planning, University of Hawaii Press, 1999.
- (EN) Michael Sullivan, The Arts of China, University of California Press, 1984.
- (EN) Robert K.G. Temple, The Genius of China: 3,000 Years of Science, Discovery, and Invention, Great Britain, Inner Traditions, 1986, ISBN 1594772177.
- (EN) Cai Yanxin, Chinese Architecture, Cambridge University Press, 2011.